# Monety Michała Korybuta Wiśniowieckiego

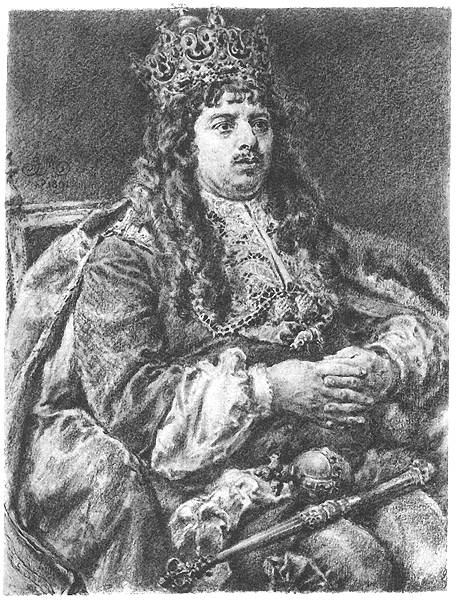

Monety Michała Korybuta Wiśniowieckiego – monety emitowane w czasie panowania króla Polski i wielkiego księcia litewskiego Michała Korybuta Wiśniowieckiego.

## System monetarny
Panowanie Michała Korybuta Wiśniowieckiego pogrążone było w typowej poinflacyjnej stagnacji. W obiegu krążyły głównie boratynki i tymfy (tzw. moneta bieżąca), ponieważ lepsze (tzw. moneta dobra) były wychwytywane przez ludność i bezpowrotnie znikały z obrotu. Niemniej dość szybko pojawiły się żądania, formułowane zwłaszcza w laudach wojewódzkich i ziemskich, postulujących

wprowadzenie dobrego pieniądza, przyjmowanego również za granicą.

W reakcji na zgłaszane postulaty w 1671 r. badano perspektywy powrotu do monety pełnowartościowej. Jako próby wybito:
- złotówkę o wartości ⅓ talara, według stopy 28 złotych z grzywny czystego srebra oraz
- dukata.

Wszystko jednak skończyło się jedynie na przymiarkach.
W efekcie czteroletnie panowanie Michała Korybuta Wiśniowieckiego zapisało się w historii jako nieposiadające żadnych sukcesów w dziedzinie gospodarki pieniężnej. Rozbieżności między monetą dobrą i monetą bieżącą uległy dalszemu pogłębieniu. O ile kursy monet dobrych – talara i dukata – utrzymały się na poziomach z ostatnich lat panowania Jana II Kazimierza:
- talar – 3 złotych polskich i 15 groszy,
- dukat – 6 złotych polskich i 15 groszy,

to analogiczne kursy w monecie bieżącej spadły do 7 i 13 złotych polskich, odpowiednio.

## Mennictwo w latach 1670–1673
W okresie panowania Michała Korybuta Wiśniowieckiego w srebrze bito:
- szelągi,
- próbne złotówki,
- półtalary, oraz
- talary, a

w złocie emitowano:
- dukaty,
- półtoradukaty,
- podwójne dukaty i
- potrójne dukaty.

W koronnej mennicy w Bydgoszczy bito monety jedynie w małych seriach (próbne). Były to:
- złotówki (1671)[6] – około 5000 szt.,
- dukaty (1671)[6] – w światowej literaturze numizmatycznej istnieje wiele rozbieżnych twierdzeń na temat istnienia autentycznych dukatów koronnych[7],
- dwudukaty (1671)[7] – znany tylko jeden stempel[5].

W pracy wymienione są również koronne:
- grosze,
- dwojaki,
- trojaki i
- talary,

są to jednak produkty numizmatyczne (fałszerstwa) Józefa Majnerta.
Z powodu niepodjęcia pracy przez mennice państwowe, monety biły właściwie tylko mennice miejskie Prus Królewskich:
- Gdańska:
  - szelągi (1670)[9],
  - dukaty (1670, 1672–1673, niedatowane[10])[11],
  - półtoradukaty (niedatowane)[12],
  - dwudukaty (niedatowane)[13],
  - trzydukaty (niedatowane)[13].

- Elbląga:
  - szelągi (1671–1673, niedatowane[14])[15] – o bardzo niskiej zawartości srebra, bite niestarannie (ok. 945 000 szt.) z powodu dotkliwego braku monet zdawkowych,
  - półtalary (1671)[16],
  - talary (1671)[16],
  - dukaty (1671–1672)[17],
  - dwudukaty (1672)[17],
  - trzydukaty (1672)[17].

- Torunia:
  - szelągi (1671, niedatowane[18])[19],
  - dwudukaty (1670[20], 1671, niedatowane[20])[20],
  - trzydukaty (1671)[21].

Prusy Królewskie nie przyjęły w ogóle monety bieżącej (tymfów, boratynków) i posługiwały się jedynie monetą dobrą – w mennicach miast pruskich w tym okresie, bito więc szelągi bilonowe, a nie miedziane.

## Monety koronne i miejskie[1][4]
Na monetach była umieszczana tytulatura królewska:

MICHAEL DEI GRATIA REX POLONIAE, MAGNUS DUX LITHUANIAE, RUSSIAE, PRUSSIAE, SAMOGITIAE, LIVONIAE, SMOLENSCIAE, KIJOVIAE, VOLHYNIAE, PODOLIAE, PODLACHIAE, SEVERIAE, CZERNIECHOVIAEQUE

w mniejszym lub większym skrócie – minimalnie do monogramu królewskiego: MR.

### Potrójne dukaty
- potrójny dukat gdański, niedatowany, R8

awers: popiersie króla w wieńcu laurowym otoczone tytulaturą,
rewers: widok Gdańska z herbem u dołu.

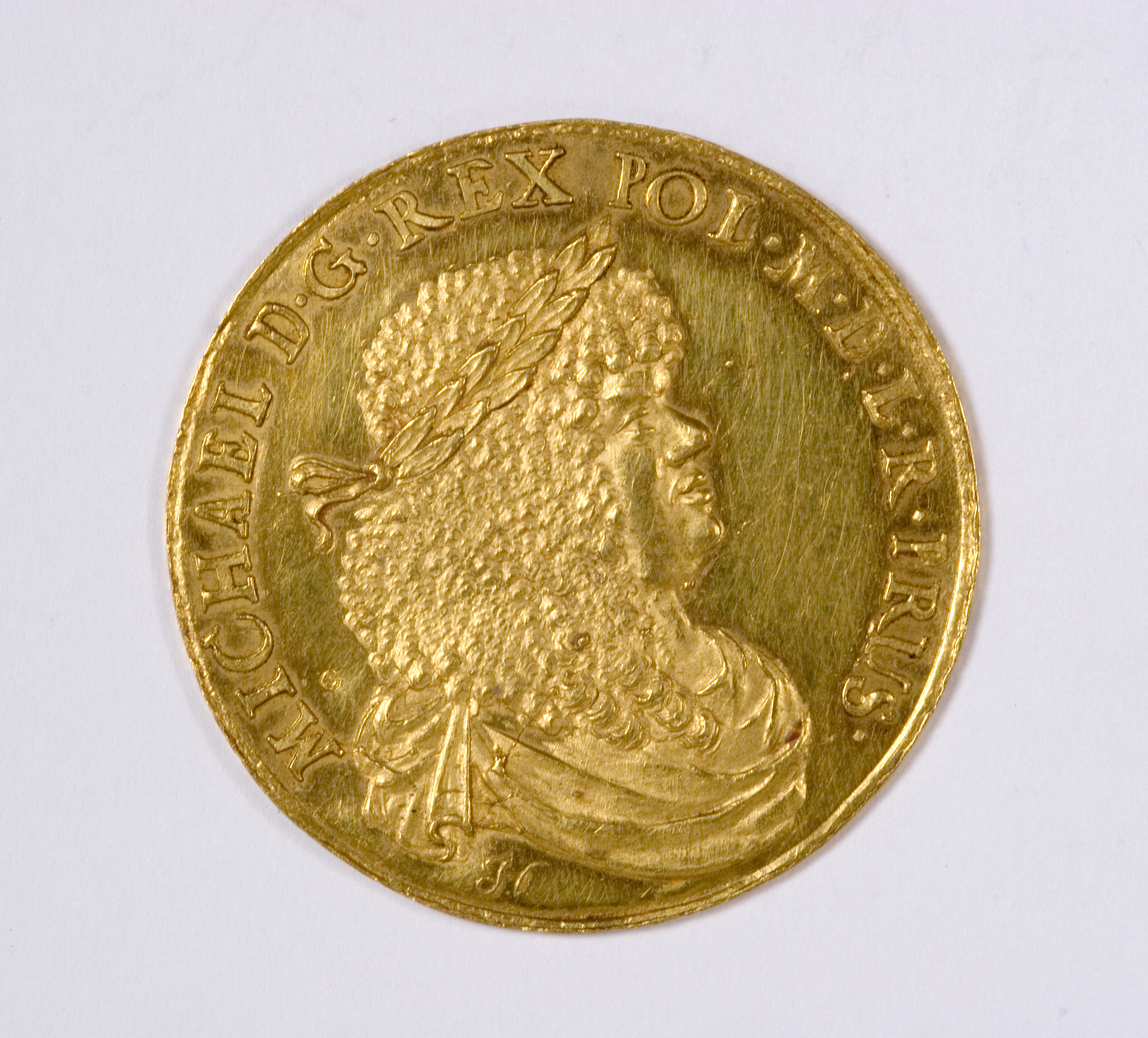
awers
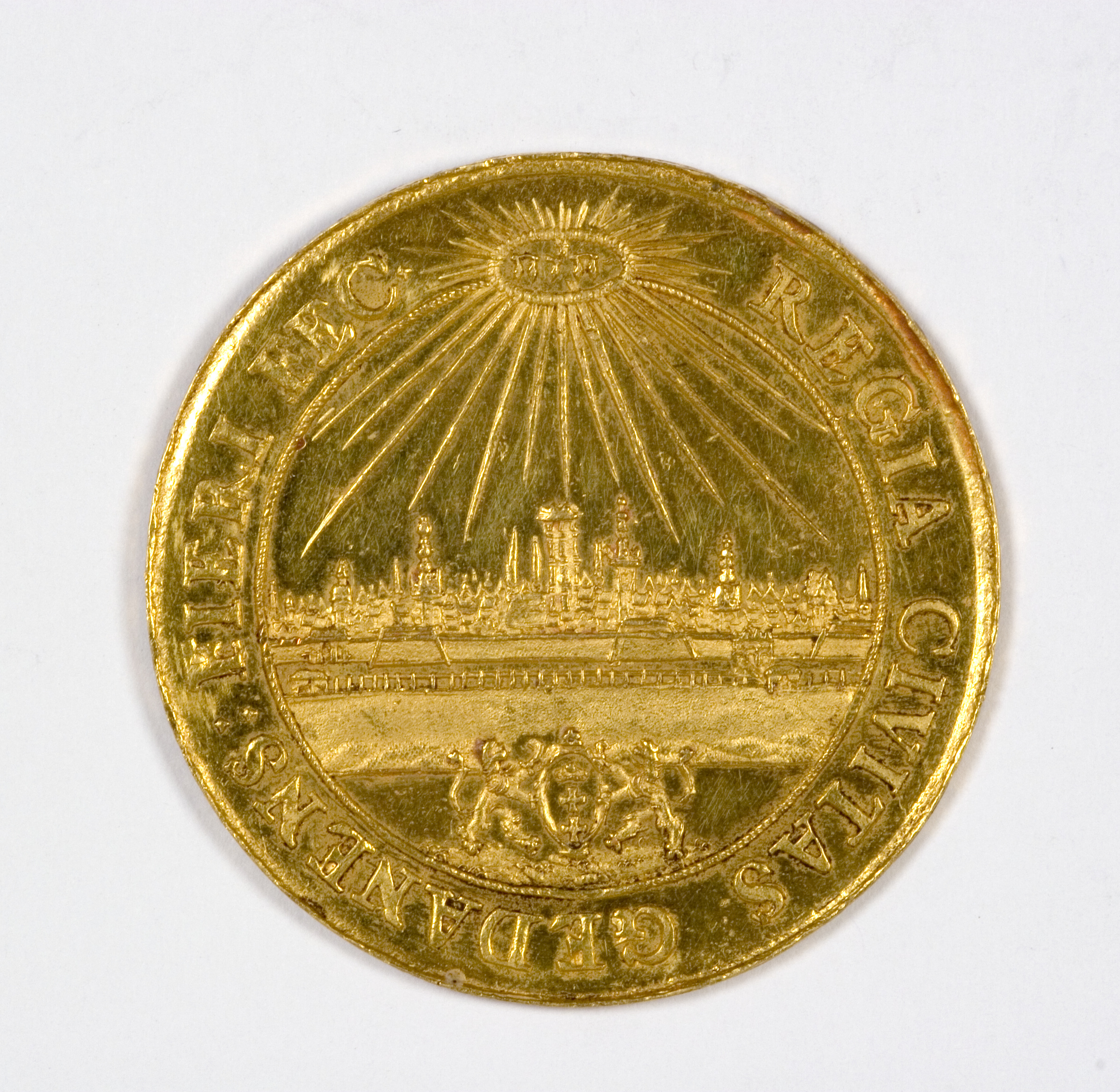
rewers

- potrójny dukat gdański, niedatowany, odbitka w srebrze, R8

awers: popiersie króla w wieńcu laurowym otoczone tytulaturą,
rewers: widok Gdańska z herbem u dołu.
- potrójny dukat toruński, 1671, R8

awers: popiersie króla w wieńcu laurowym otoczone tytulaturą,
rewers: herb Torunia otoczony napisem.
- potrójny dukat elbląski, 1672, R8 – wybity stemplem podwójnego dukata elbląskiego

awers: popiersie króla w wieńcu laurowym otoczone tytulaturą,
rewers: herb Elbląga otoczony napisem.

### Podwójne dukaty

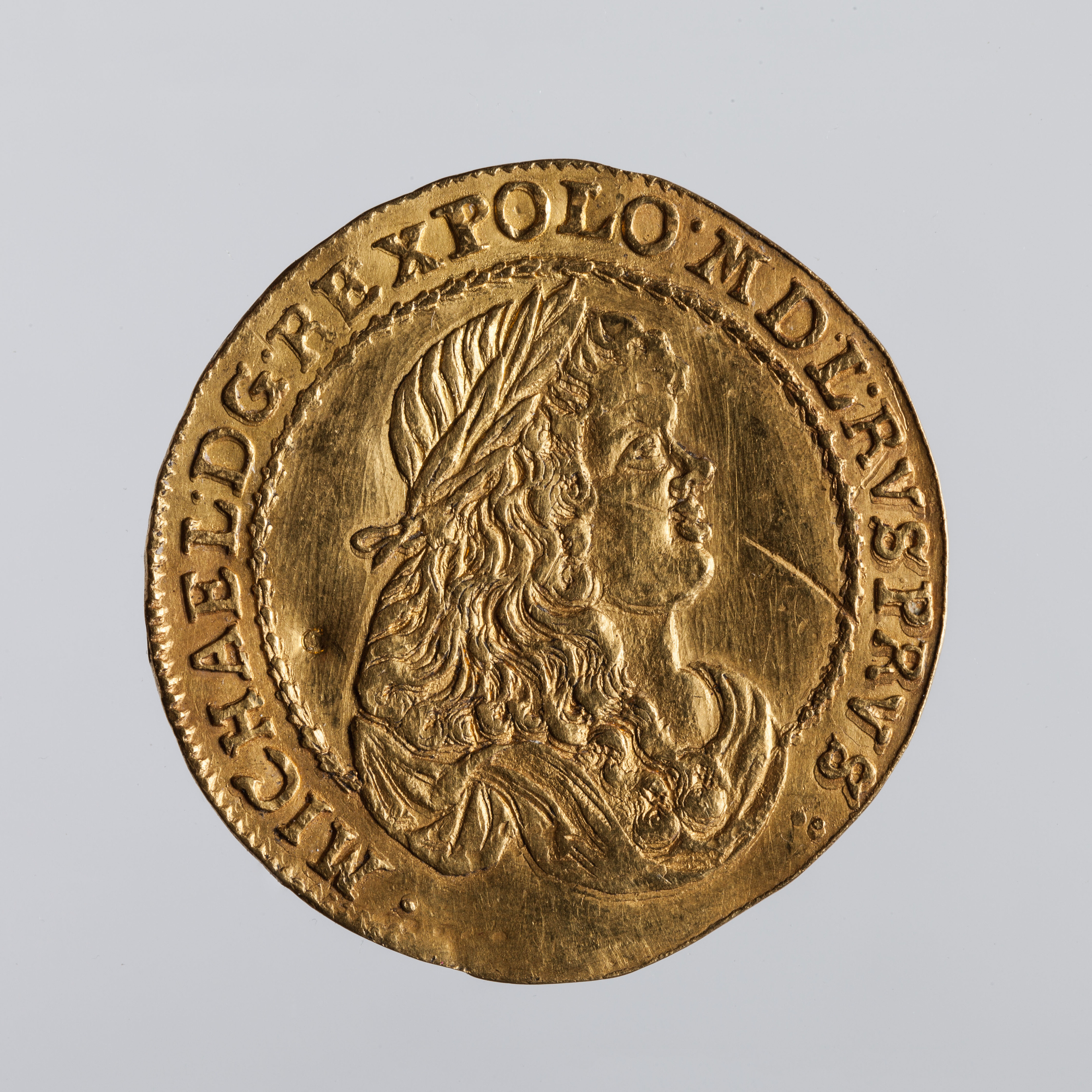
awers
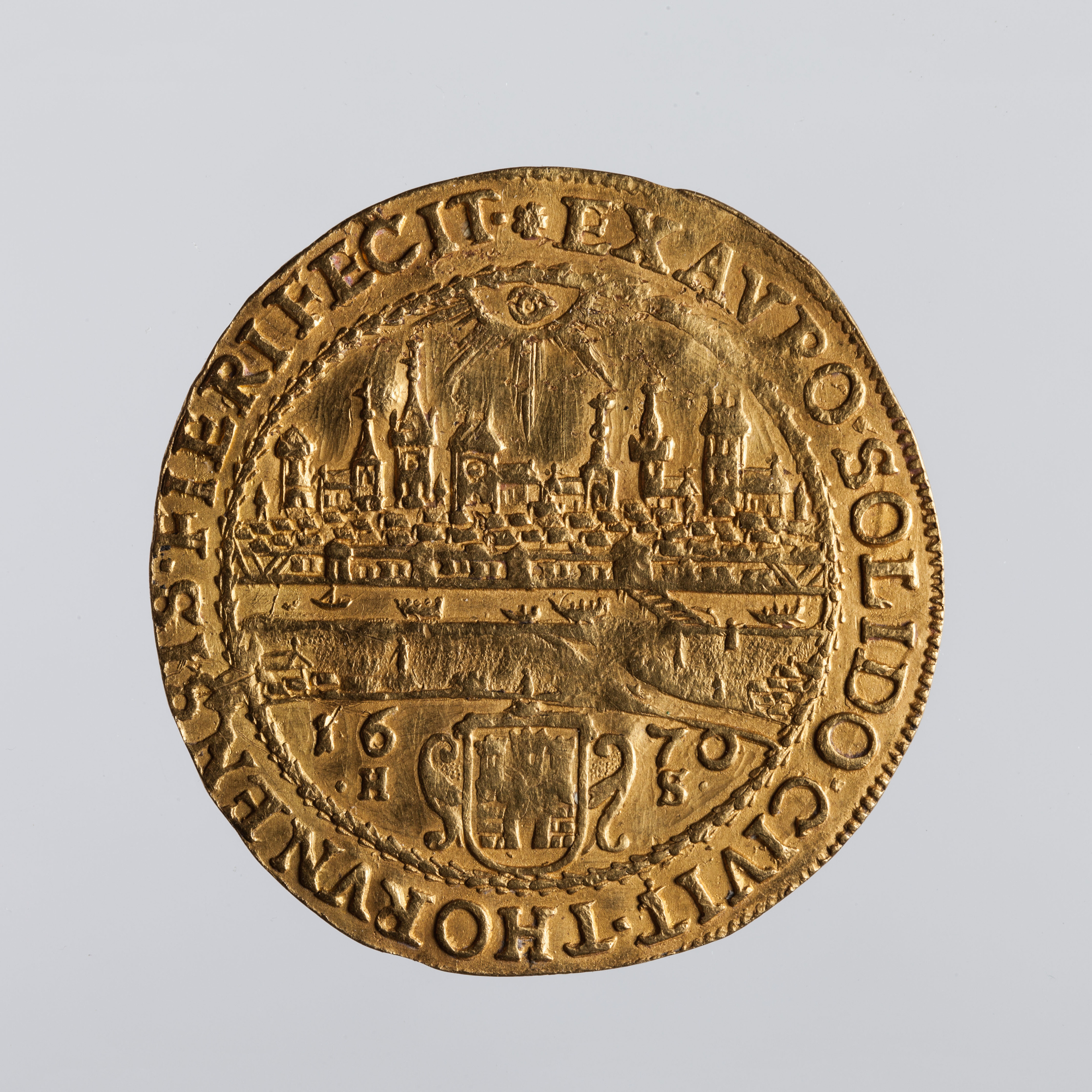
rewers

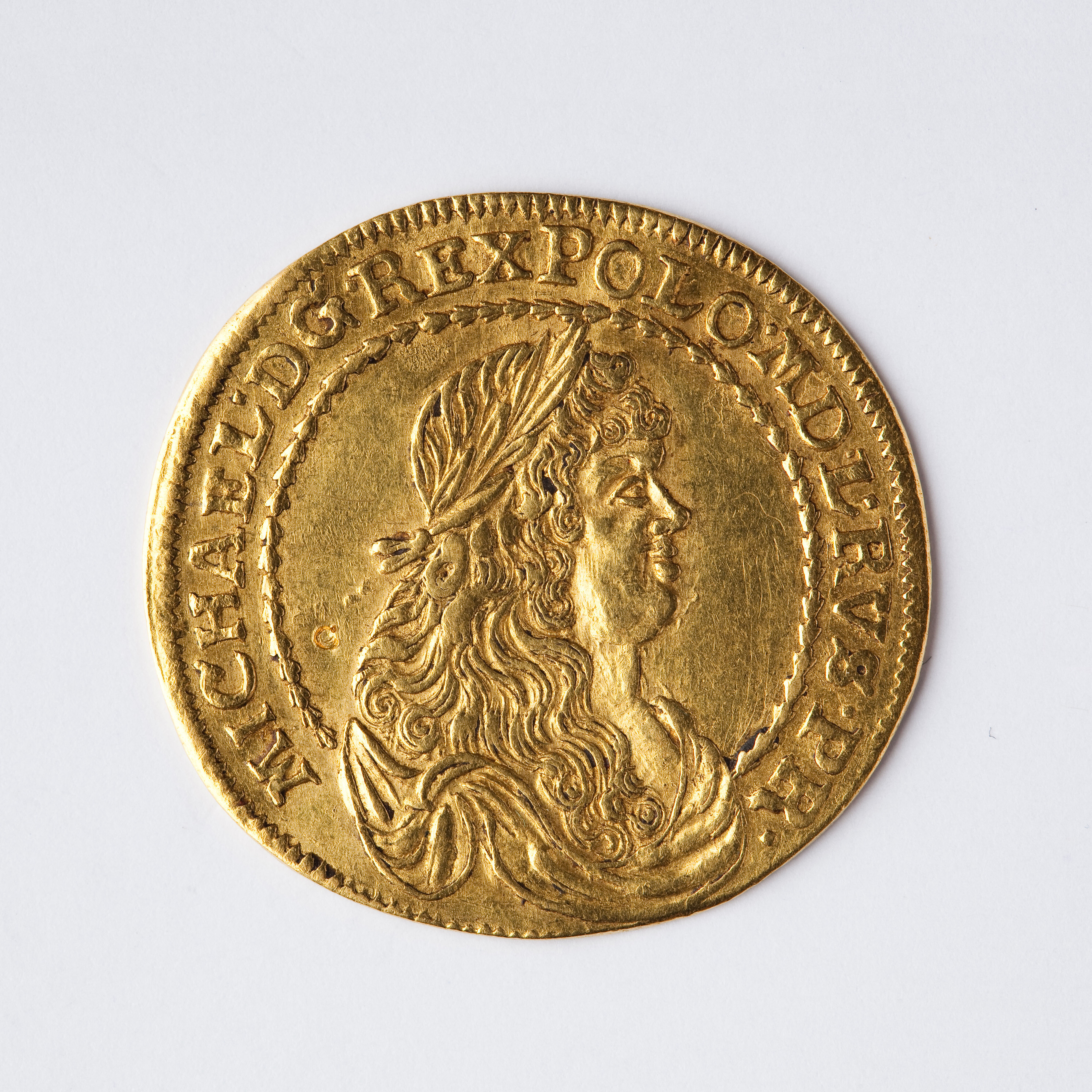
awers
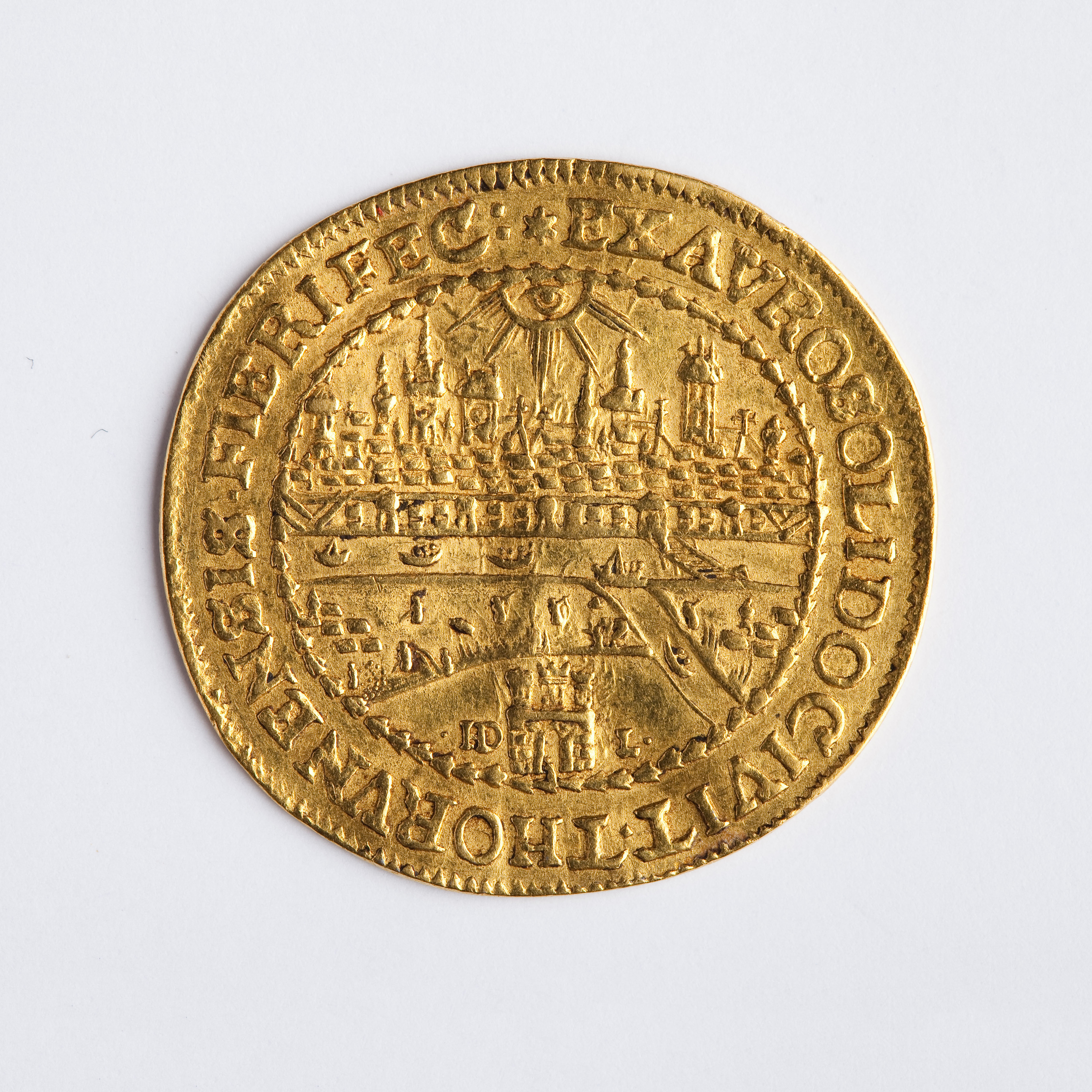
rewers

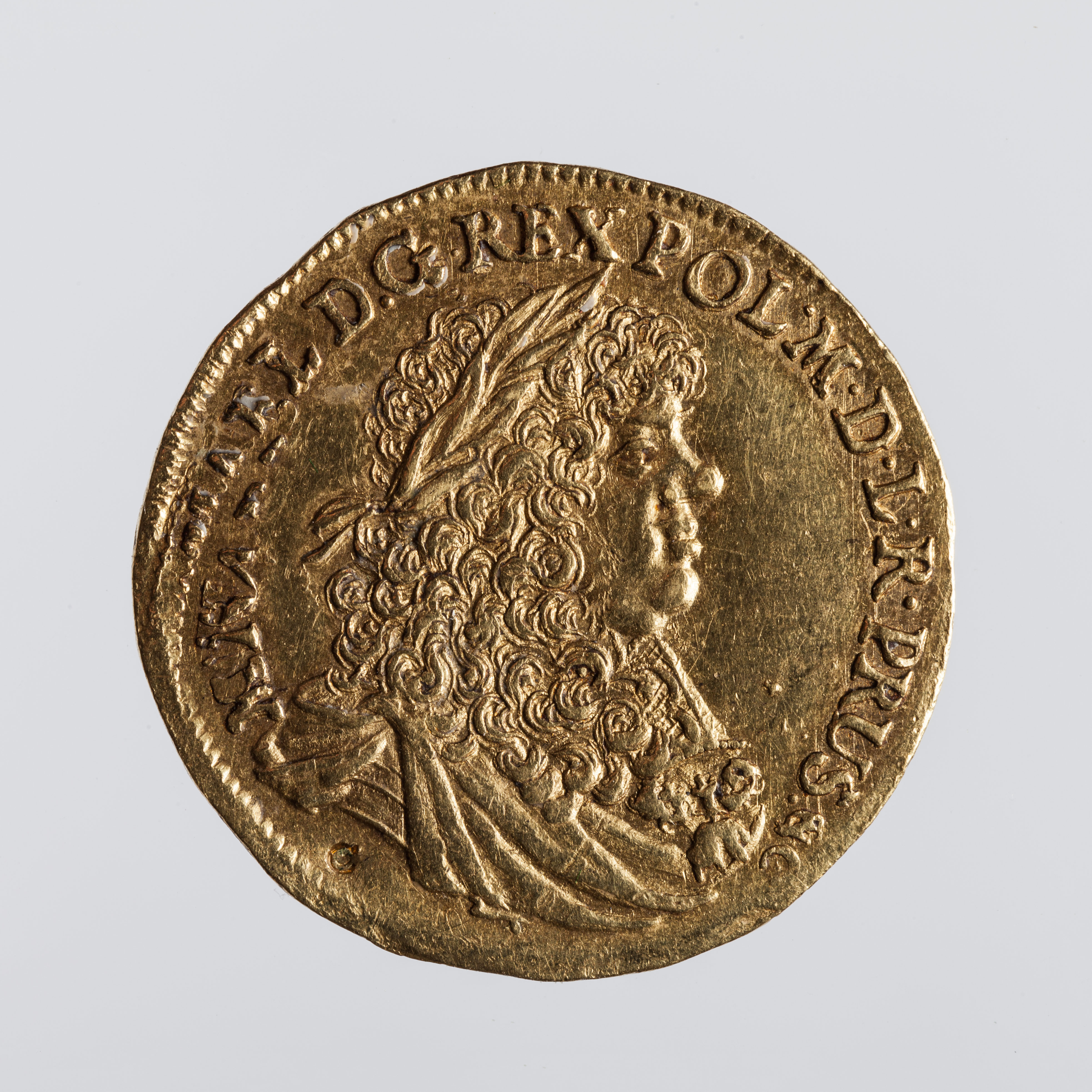
awers
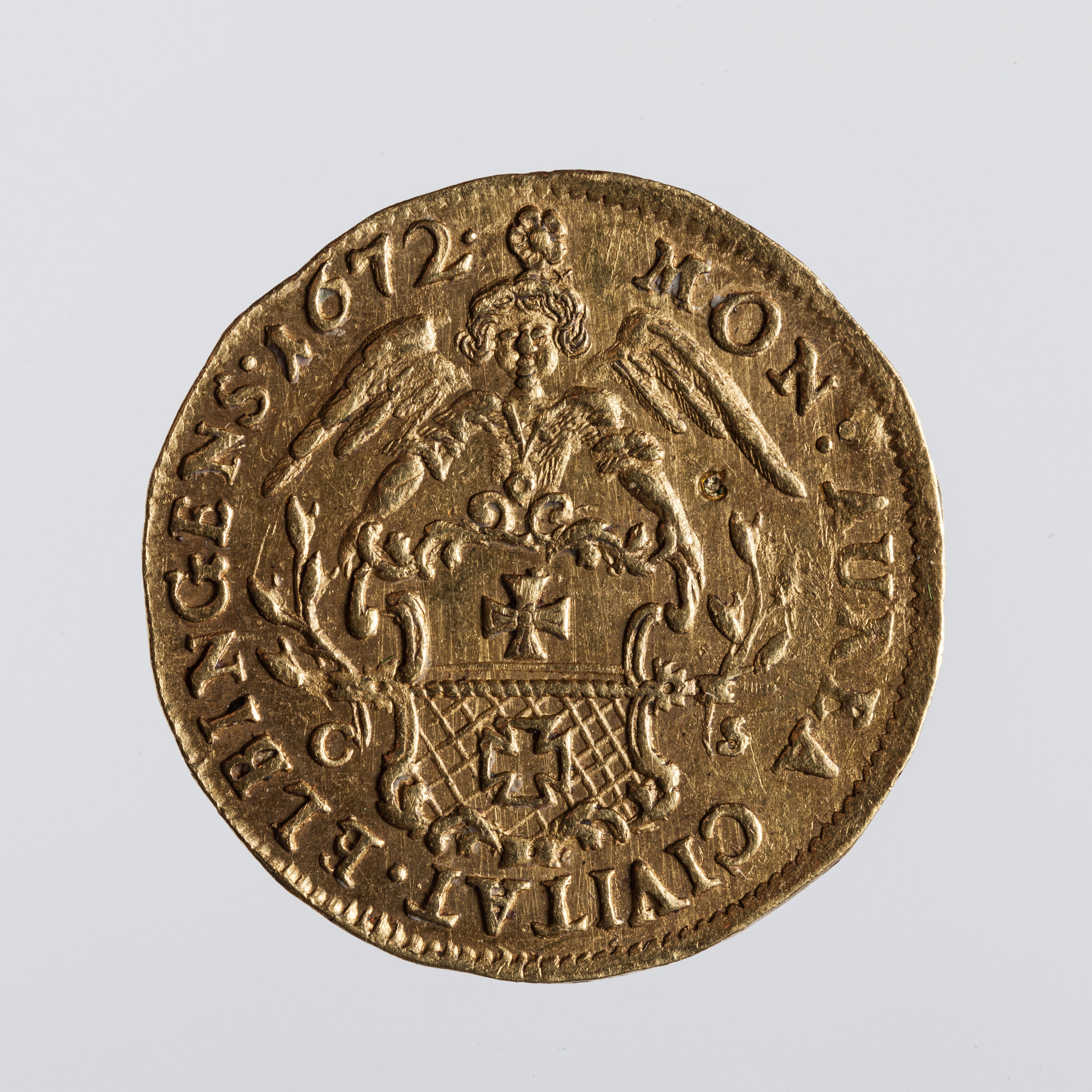
rewers

- podwójny dukat koronny, 1671, R8

awers: popiersie króla w wieńcu laurowym otoczone tytulaturą,
rewers: tarcza wygięta, czteropolowa, ukoronowana, na której orły i pogonie, a w środku herb Wiśniowieckich, po bokach tarczy rozdzielone litery M.H., całość otoczona napisem.

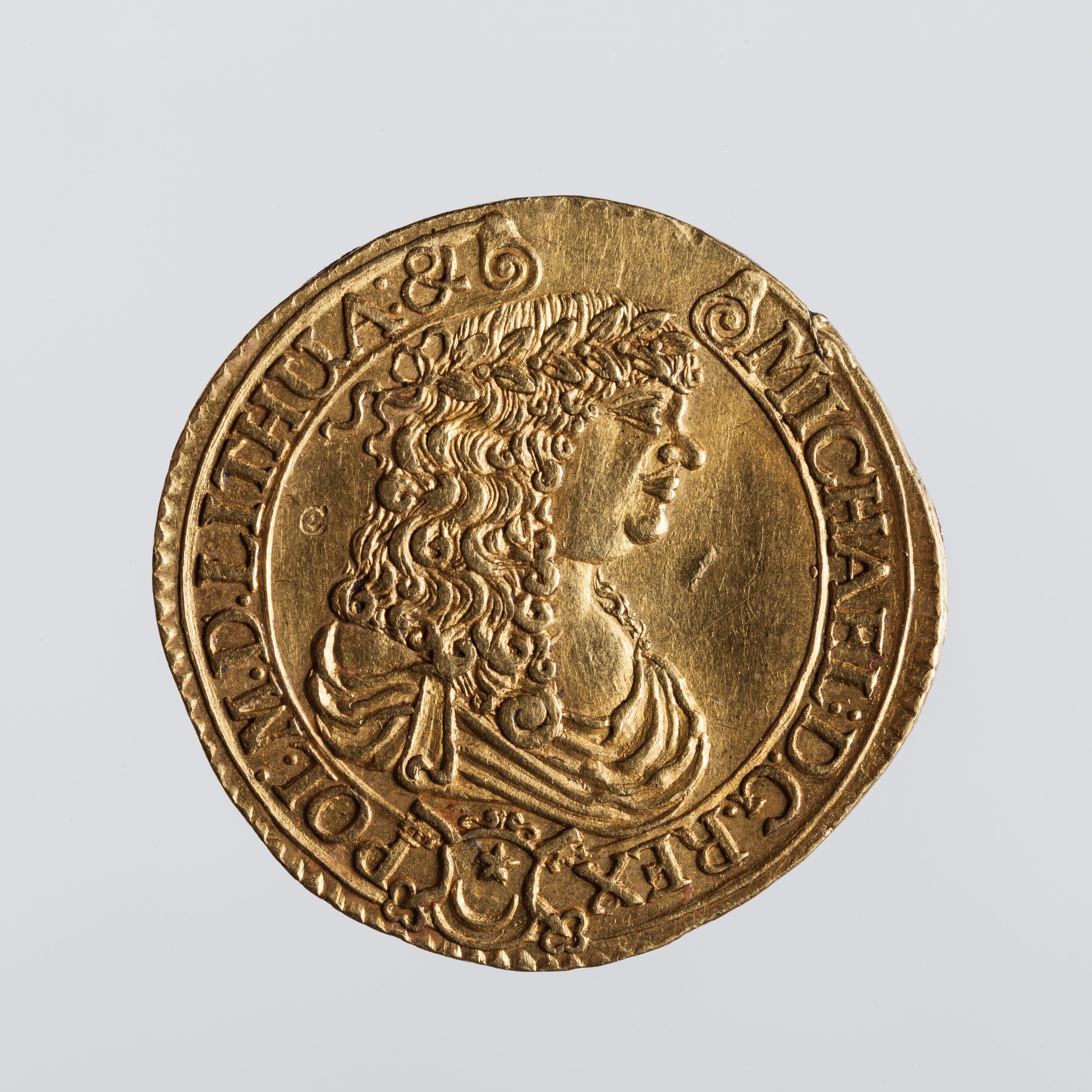
awers
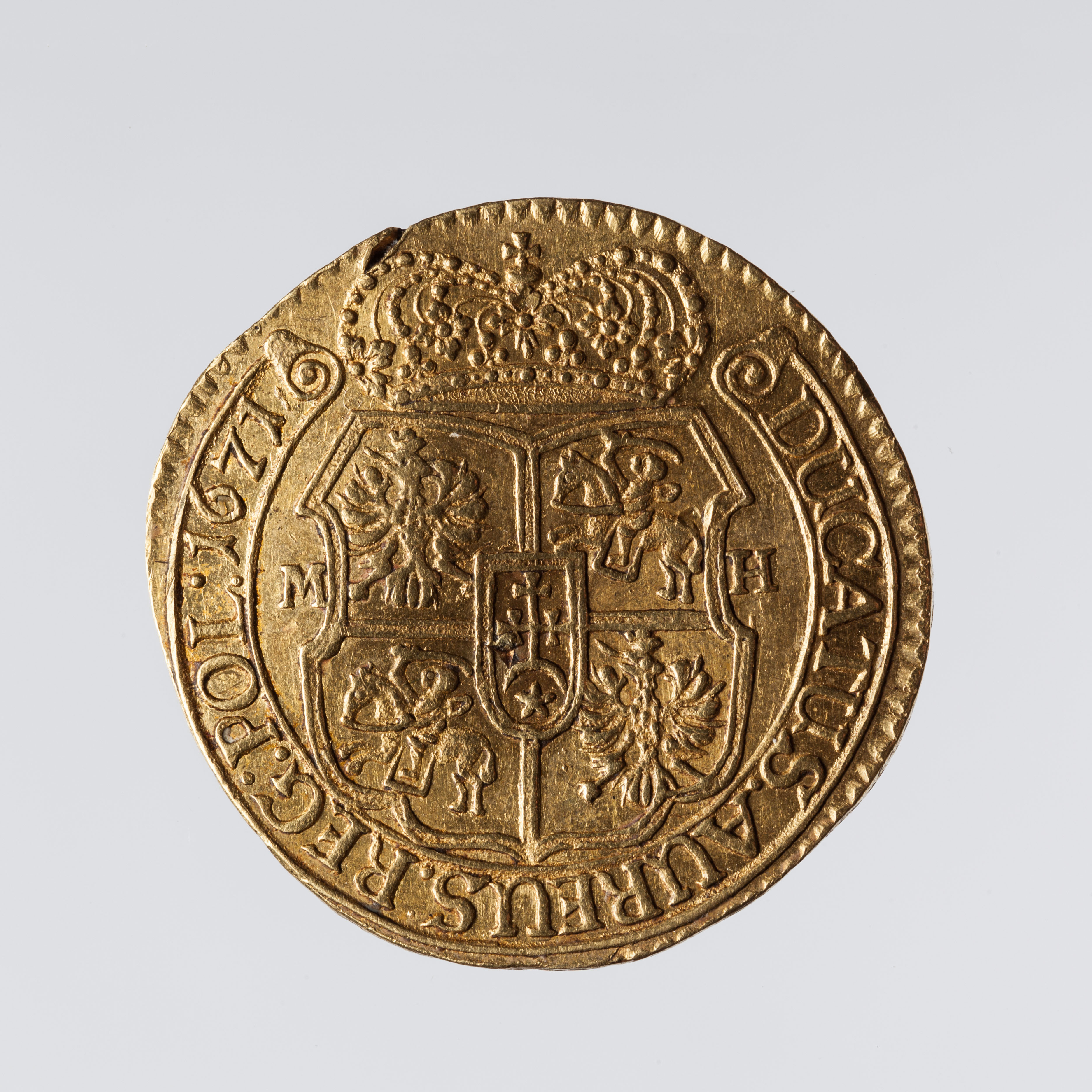
rewers

- podwójny dukat gdański, niedatowany, R7

awers: popiersie króla w wieńcu laurowym otoczone tytulaturą,
rewers: herb Gdańska otoczony napisem.
- podwójny dukat toruński, 1670, R7

awers: popiersie króla w wieńcu laurowym otoczone tytulaturą,
rewers: widok Torunia otoczony napisem.

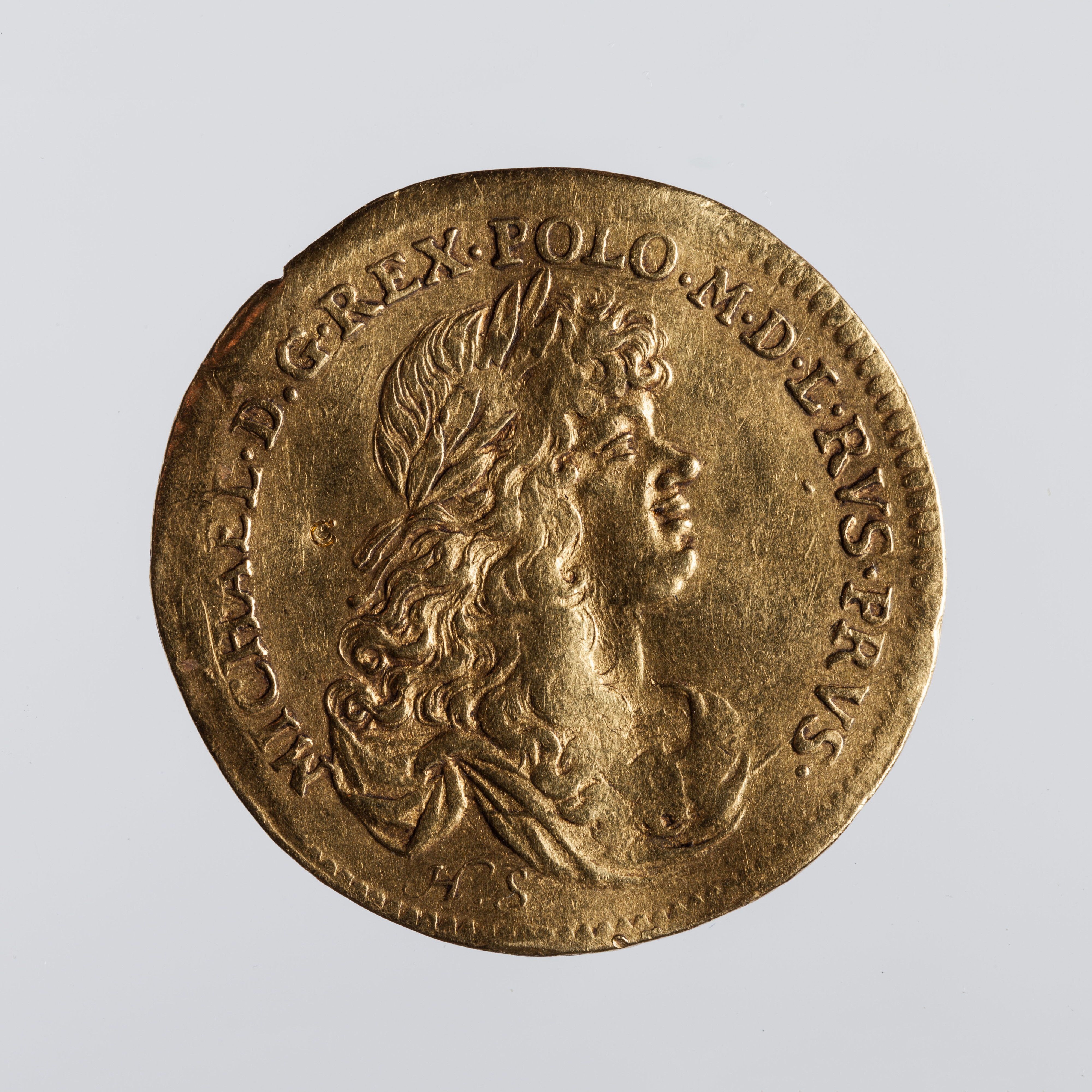
awers
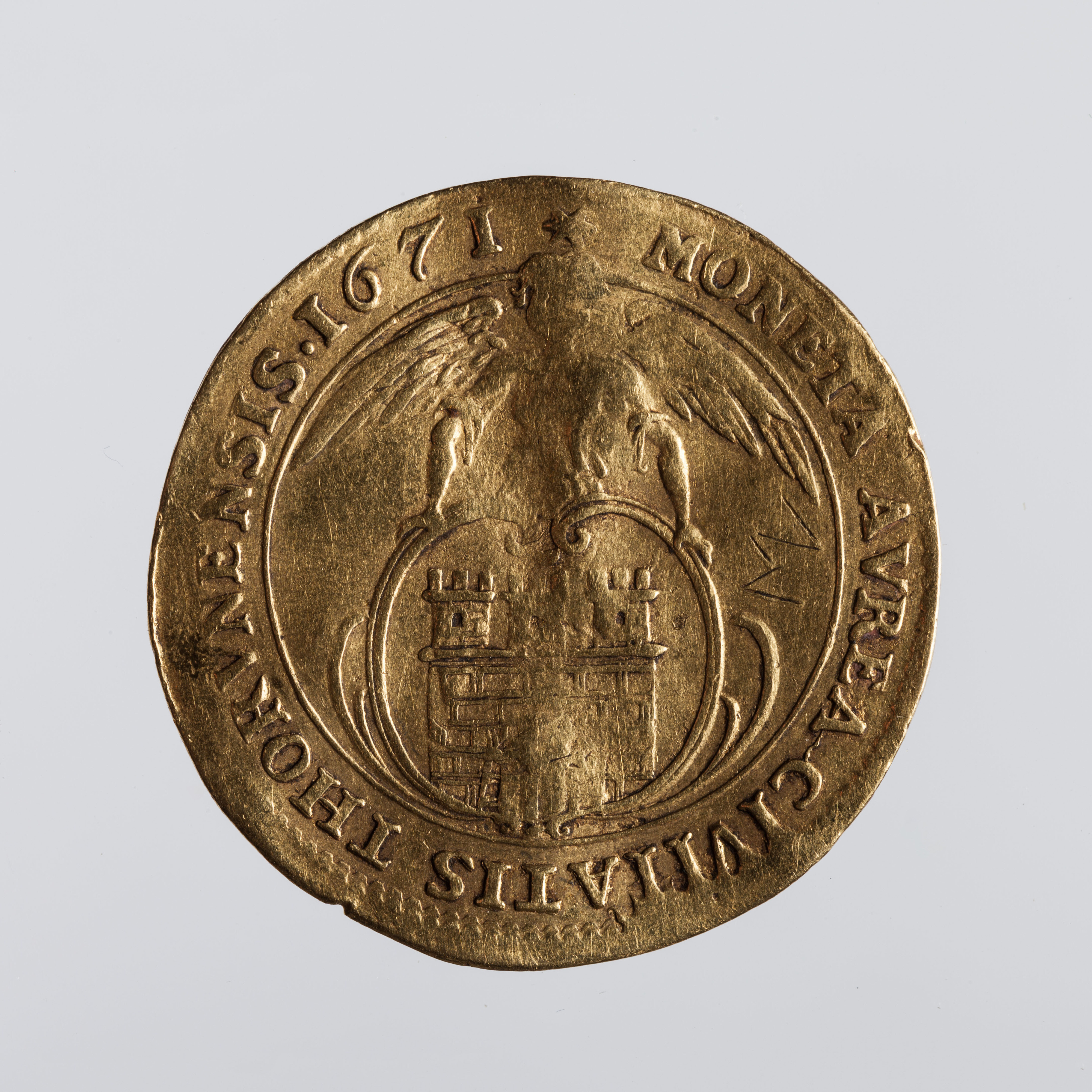
rewers

- podwójny dukat toruński, 1670, R8

awers: popiersie króla w koronie otoczone tytulaturą,
rewers: widok Torunia otoczony napisem.
- podwójny dukat toruński, 1671, R8

awers: popiersie króla w wieńcu laurowym otoczone tytulaturą,
rewers: herb Torunia otoczony napisem.
- awers
- rewers

- podwójny dukat toruński, niedatowany, R4

awers: popiersie króla w wieńcu laurowym otoczone tytulaturą,
rewers: widok Torunia otoczony napisem.
- awers
- rewers

- podwójny dukat elbląski, 1672, R8

awers: popiersie króla w wieńcu laurowym otoczone tytulaturą,
rewers: herb Elbląga otoczony napisem.
- awers
- rewers

### Półtora dukata
- półtoradukat gdański, niedatowany, R8

awers: popiersie króla w wieńcu laurowym otoczone tytulaturą,
rewers: herb Gdańska otoczony napisem.

### Dukaty

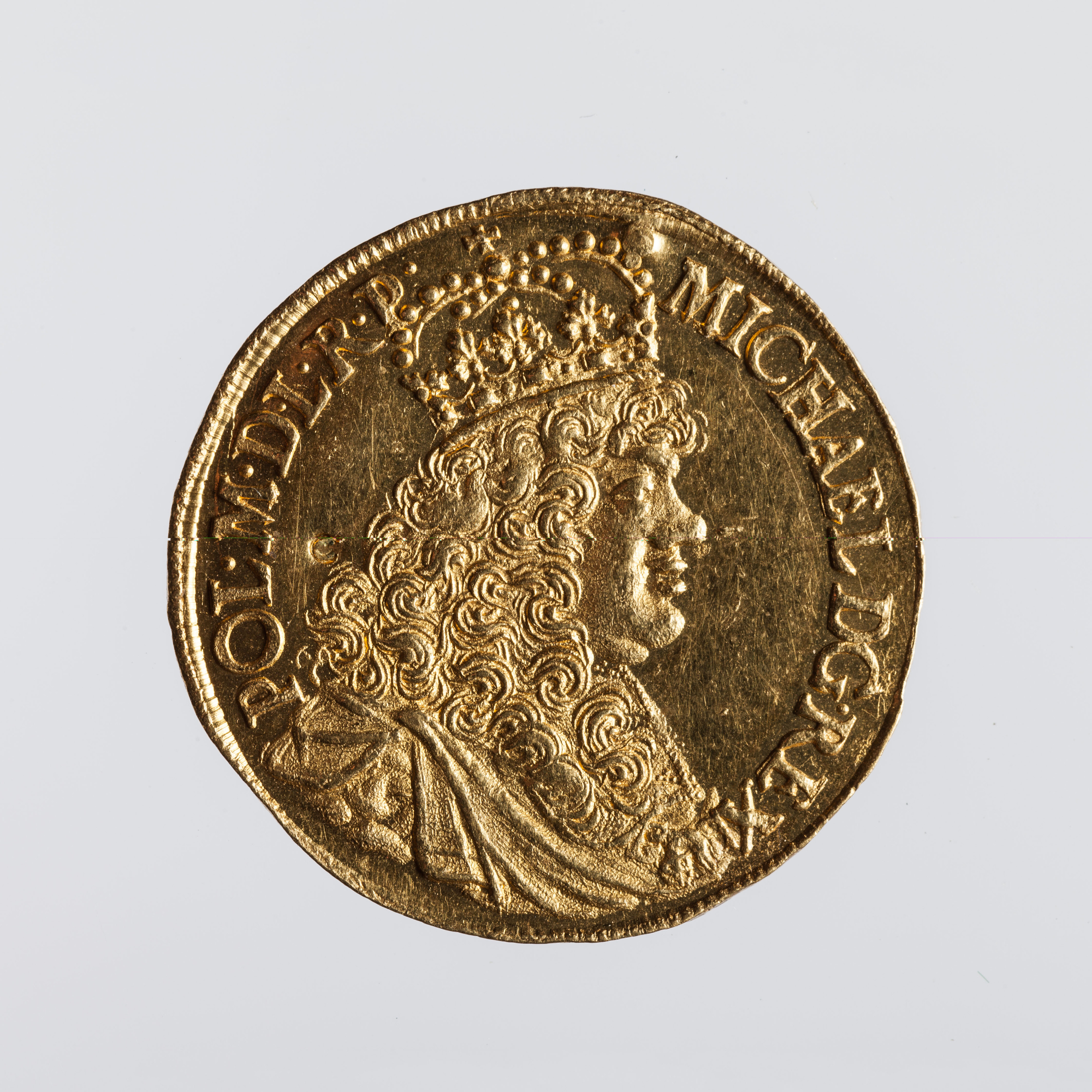
awers
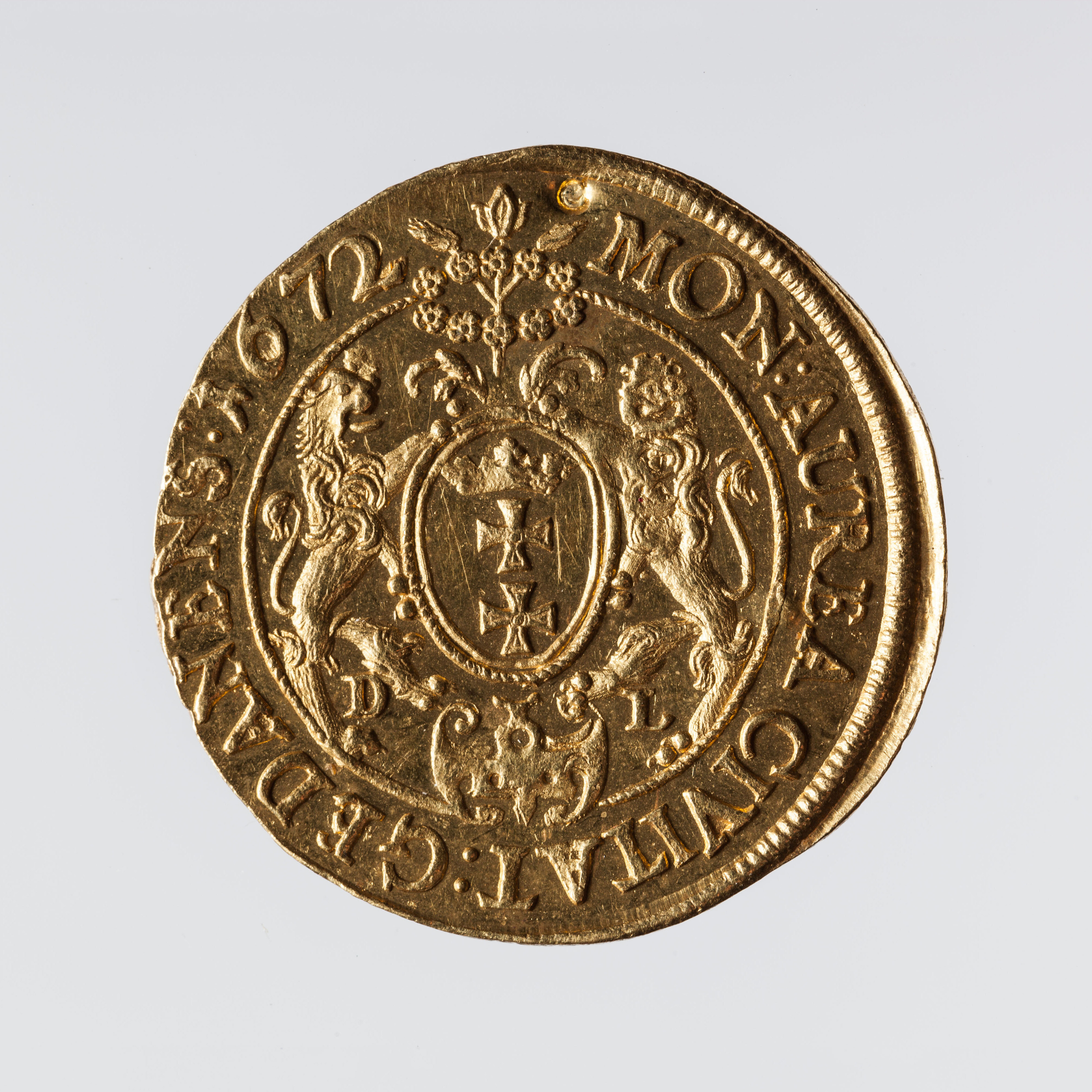
rewers

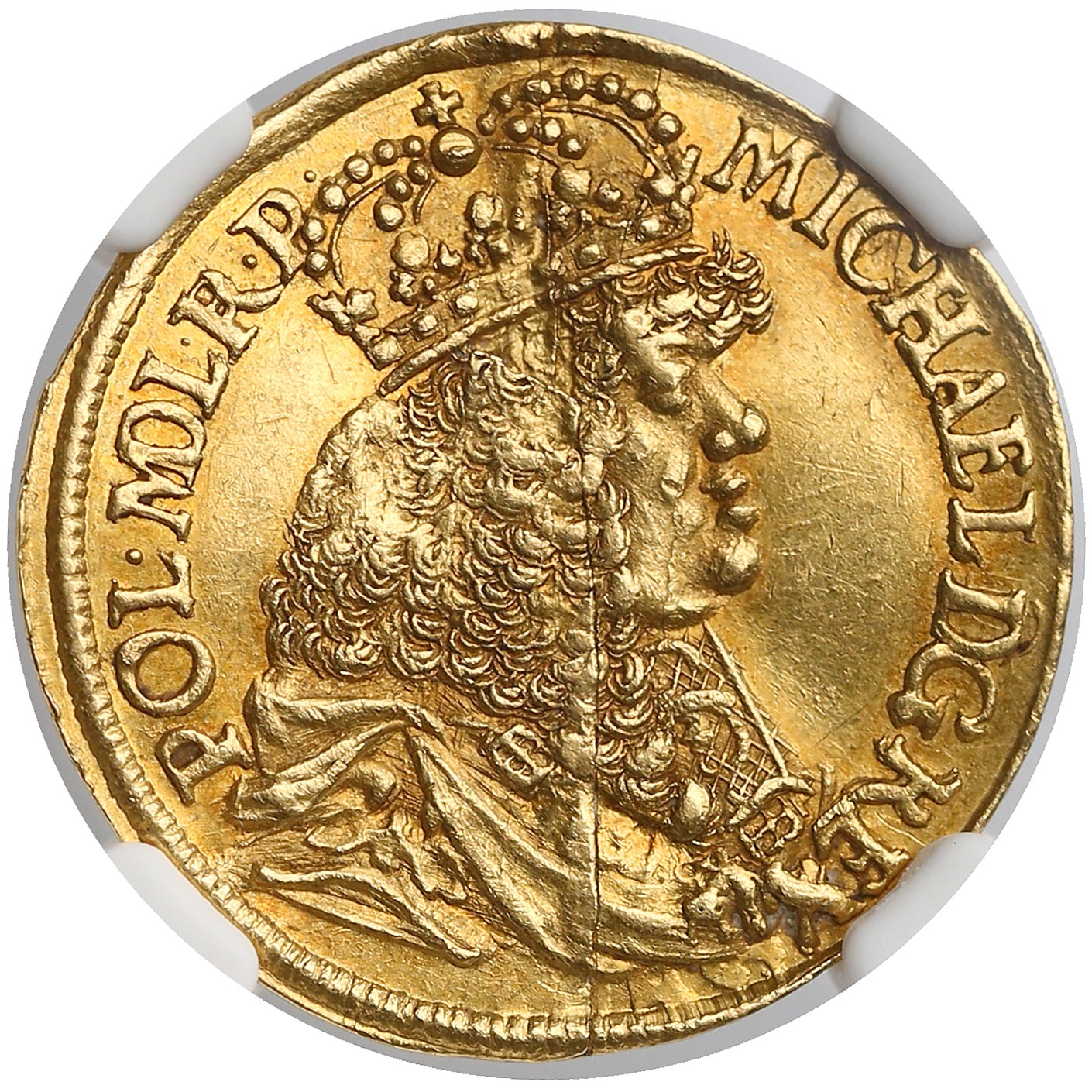
awers
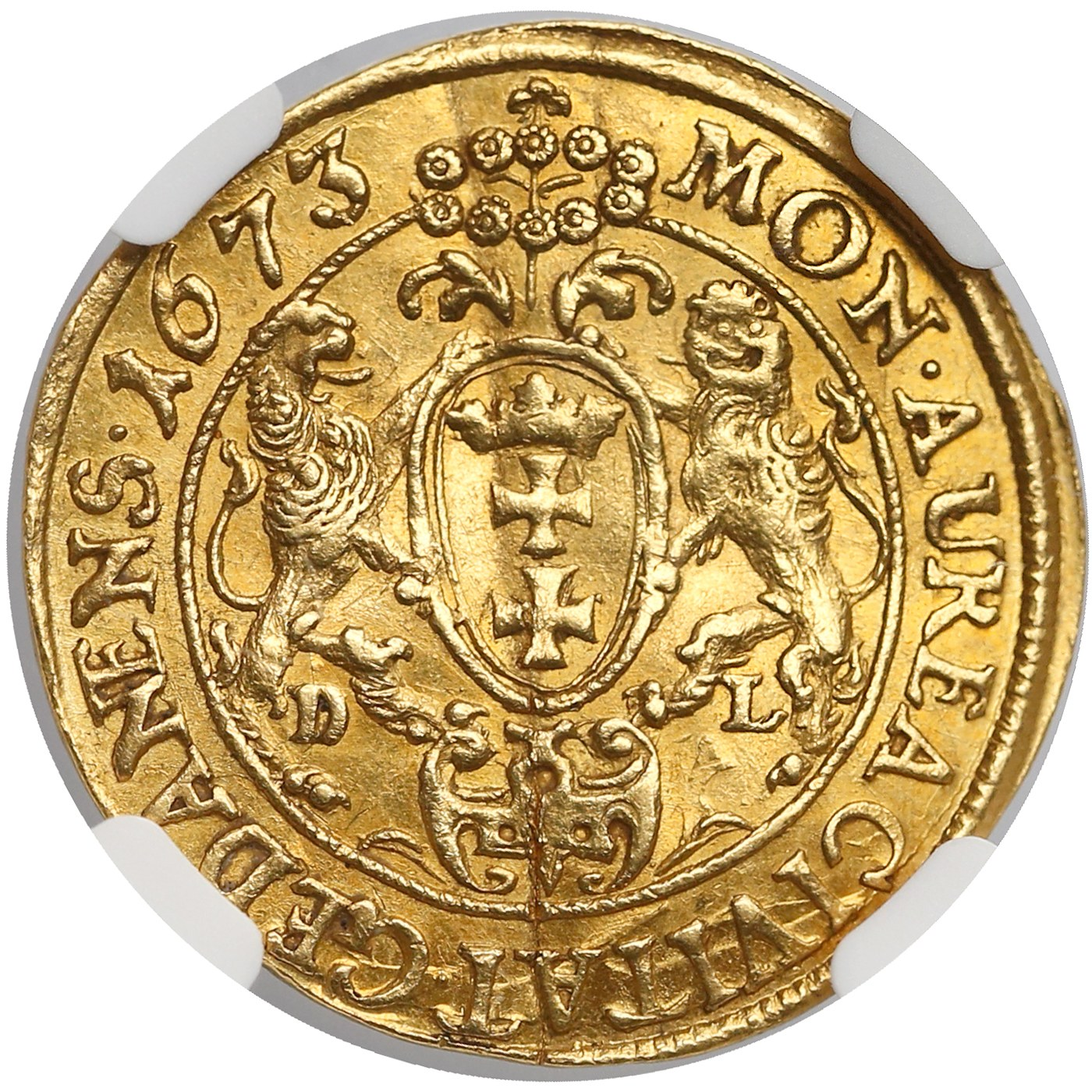
rewers

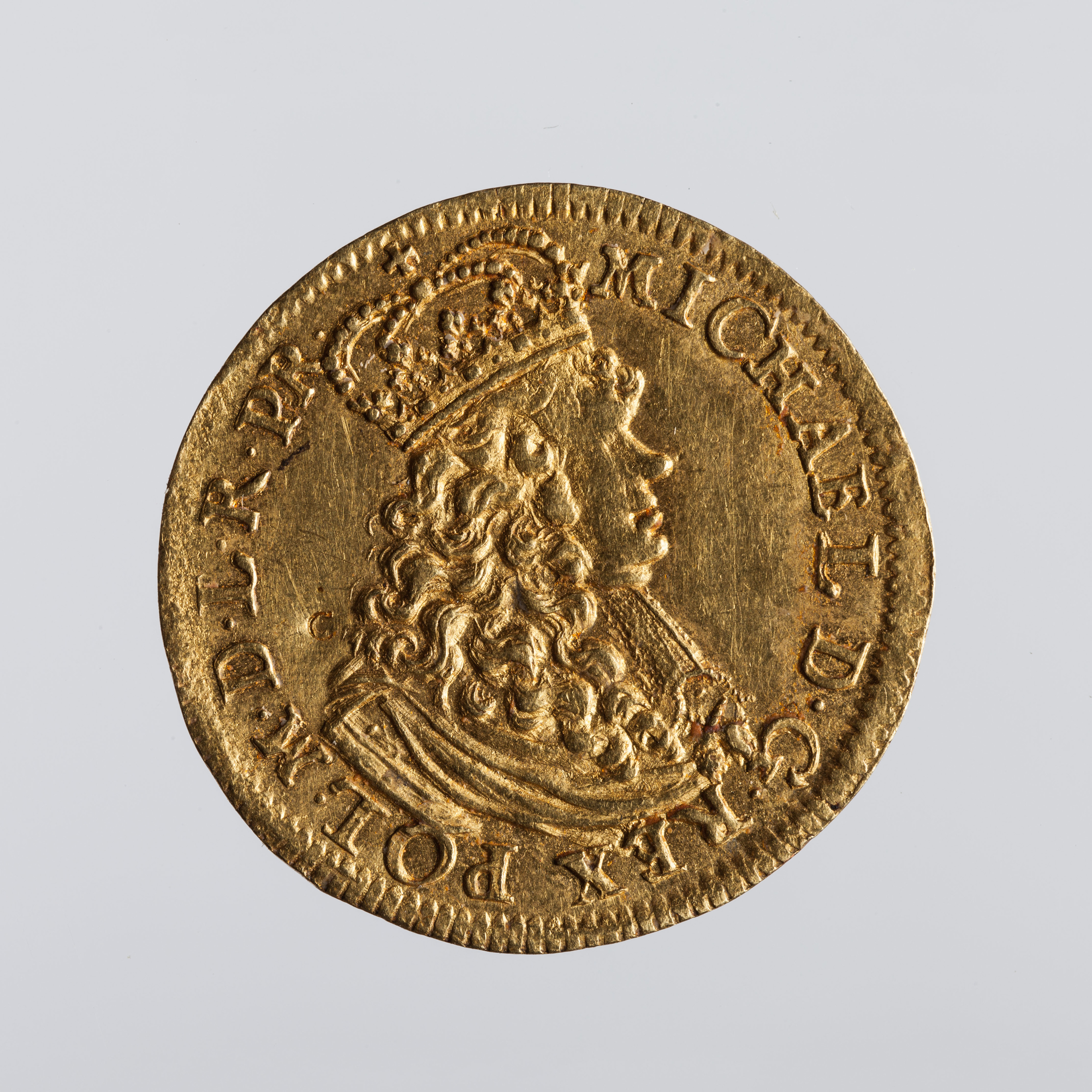
awers
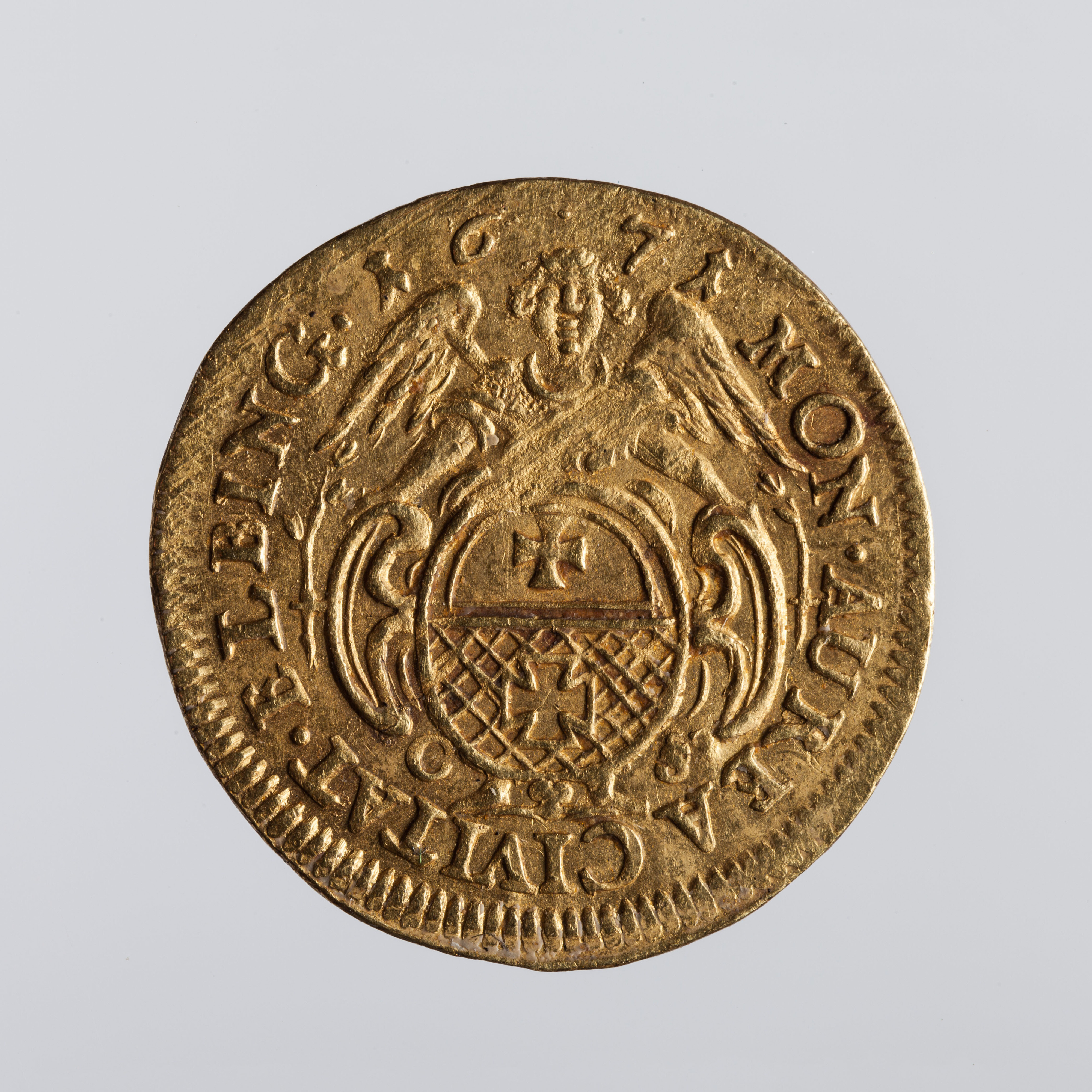
rewers

- dukat koronny, 1671, R8 – był w zbiorze Uniwersytetu Aleksandrowskiego w Warszawie

awers: popiersie króla w wieńcu laurowym otoczone tytulaturą,
rewers: tarcza wygięta, czteropolowa, ukoronowana, na której orły i pogonie, a w środku herb Wiśniowieckich, po bokach tarczy rozdzielone litery M.H., całość otoczona napisem.

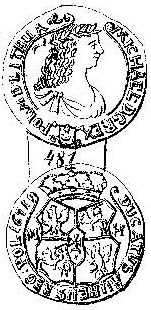

- dukat gdański, 1670, tarcza lewart na rewersie, R5

awers: popiersie króla w koronie otoczone tytulaturą,
rewers: herb Gdańska otoczony napisem, tarcza lewart pod nim.

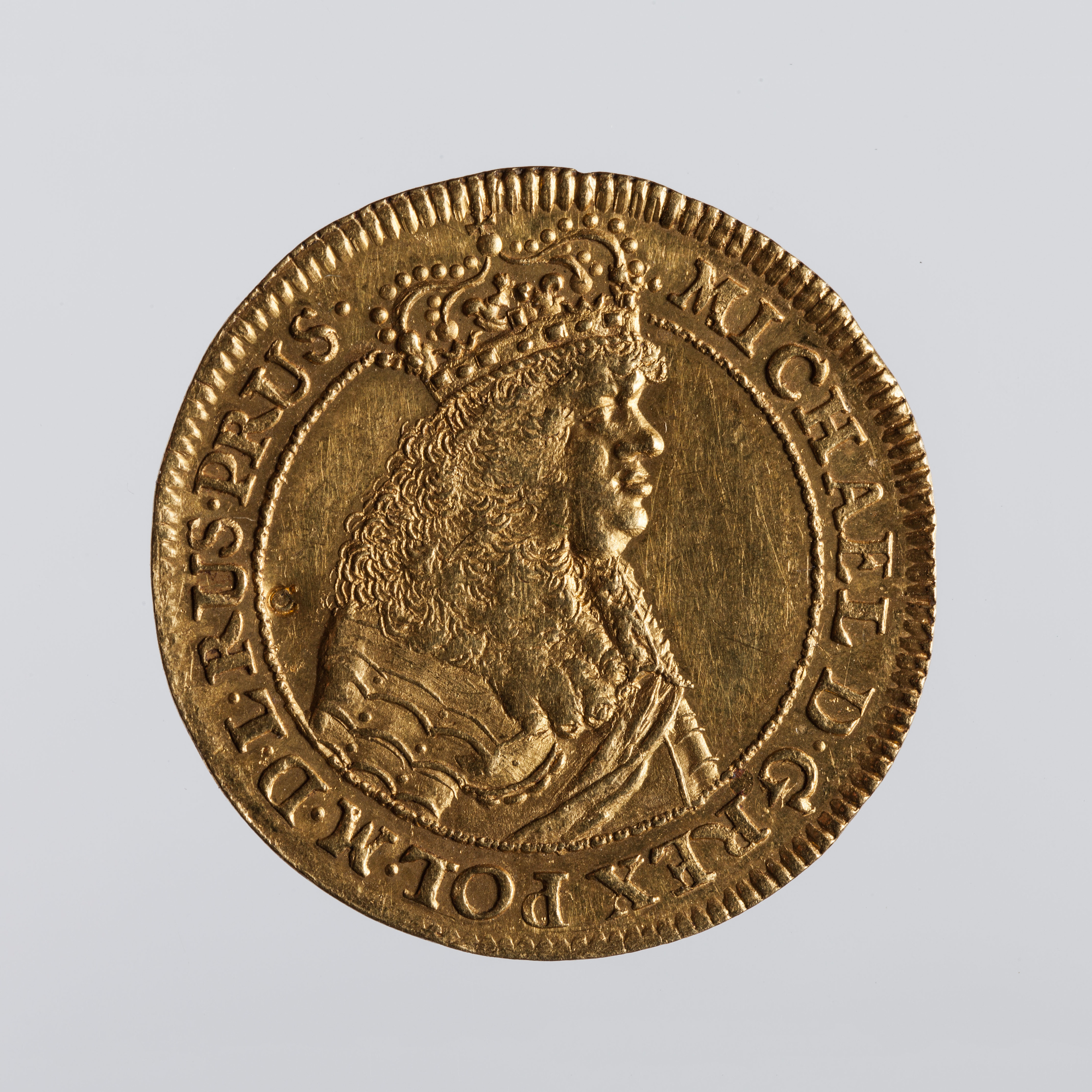
awers
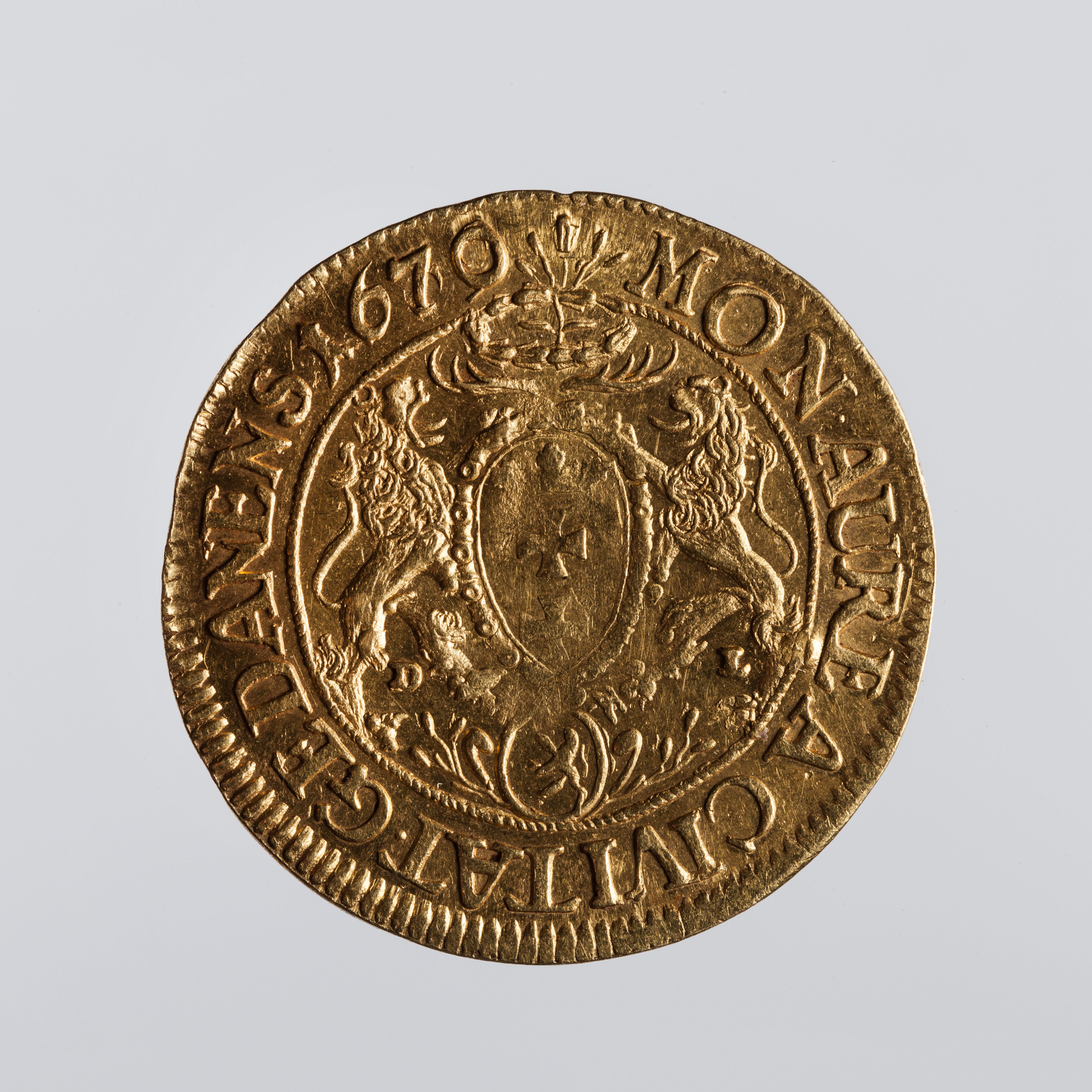
rewers

- dukat gdański, 1670, bez tarczy lewart na rewersie, R3

awers: popiersie króla w koronie otoczone tytulaturą,
rewers: herb Gdańska otoczony napisem.
- dukat gdański, 1672, tarcza lewart na rewersie, R8

awers: popiersie króla w koronie otoczone tytulaturą,
rewers: herb Gdańska otoczony napisem, tarcza lewart pod nim.
- dukat gdański, 1672, bez tarczy lewart na rewersie, R4[23]

awers: popiersie króla w koronie otoczone tytulaturą,
rewers: herb Gdańska otoczony napisem.
- awers
- rewers

- dukat gdański, 1673, R4

awers: szerokie popiersie króla w koronie otoczone tytulaturą,
rewers: herb Gdańska otoczony napisem.
- dukat gdański, 1673, R3

awers: wąskie popiersie króla w koronie otoczone tytulaturą,
rewers: herb Gdańska otoczony napisem.
- awers
- rewers

- dukat gdański, niedatowany, R6

awers: popiersie króla w koronie otoczone tytulaturą,
rewers: herb Gdańska otoczony napisem.
- dukat elbląski, 1671, R8

awers: popiersie króla w koronie otoczone tytulaturą,
rewers: herb Elbląga otoczony napisem.
- awers
- rewers

- dukat elbląski, 1672, R8

awers: popiersie króla w koronie otoczone tytulaturą,
rewers: herb Elbląga otoczony napisem.

### Talar
Talary bito jedynie w Elblągu. Tadeusz Czacki opublikował rycinę swojego egzemplarza, do którego autentyczności nie można mieć jakichkolwiek wątpliwości. Dawniejsza rycina i opis talara elbląskiego były zamieszczone również w „Erleutertes Preussen Tom. II. kart. 734”. Jeden egzemplarz odnalazł (XIX w.) w Królewcu znany antykwariusz Dopler – żądano wówczas za niego 600 złotych. Wysoka cena przyczyniła się do powstania bardzo dobrych odlewów w srebrze, później spatynowanych. Takie kopie można było w XIX w. znaleźć w kilku zbiorach numizmatycznych w Warszawie. W 1838 r. pojawił się talar Michała Korybuta Wiśniowieckiego bity nowo wykonanym stemplem, sporządzonym być może na podstawie rysunku Czackiego. Talar ten był z jednej strony pozłacany, jakby wydobytym z kubka srebrnego lub innego wewnątrz złoconego naczynia.
- talar elbląski, 1671, masa 28,80 grama, R8

awers: popiersie króla w koronie otoczone tytulaturą,
rewers: herb Elbląga otoczony napisem, pod herbem litery C-S.
Istnieją falsyfikaty Józefa Majnerta.

XXI w. replika talara elbląskiego
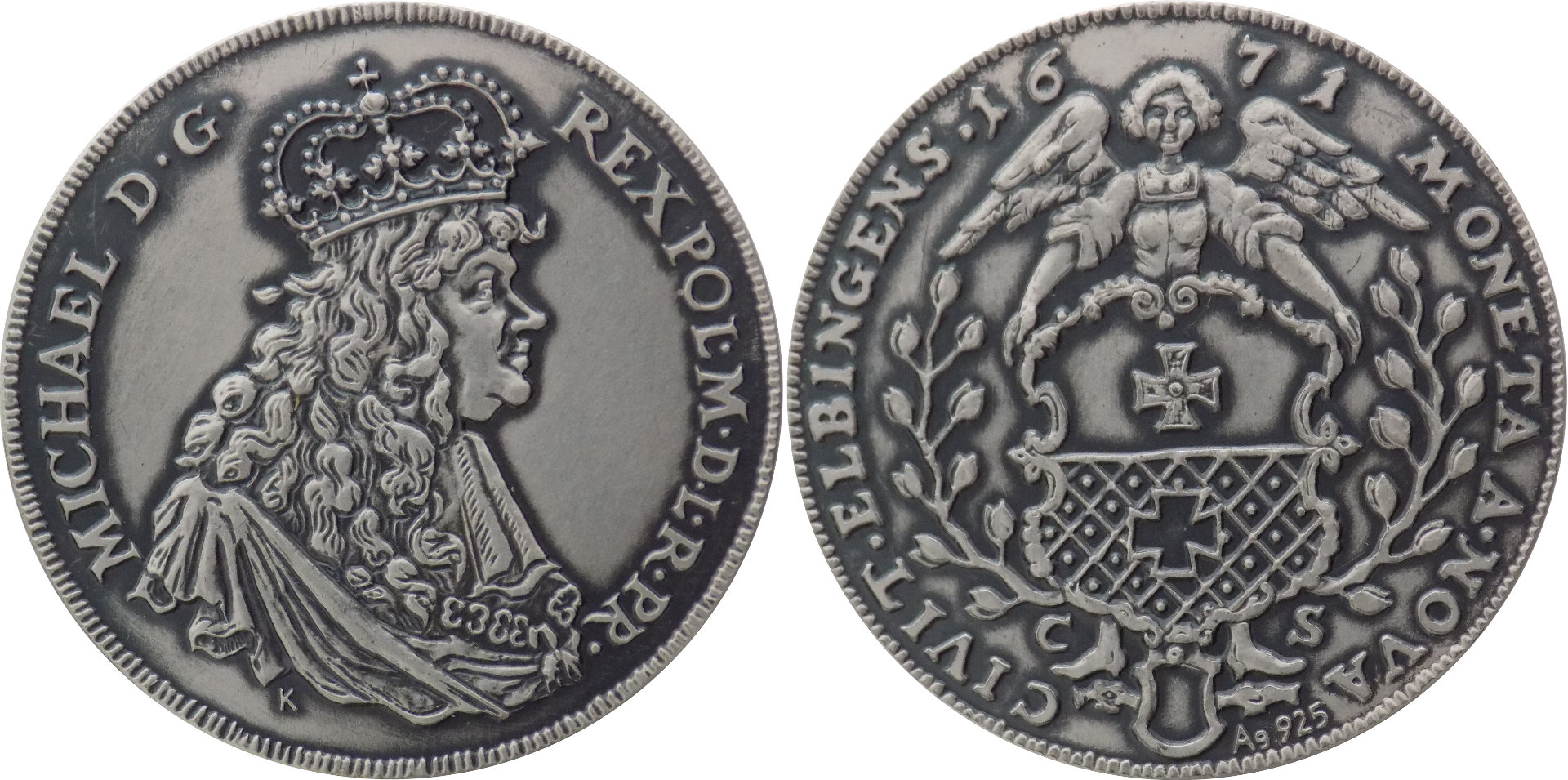

### Półtalar
Półtalary były bite jedynie w Elblągu. Średnica półtalara jest równa talarowi, ale za to półtalar jest o połowę cieńszy i lżejszy. Monety znajdowały się w kolekcjach:
- Doplera i
- zbiorze hr. Franciszka Potockiego.

Znane półtalary mają masę jedynie pomiędzy 9,33 a 11,48 grama, zamiast spodziewanych 14,40 grama.
- półtalar elbląski, 1671, masa 14,40 grama, R8

awers: popiersie króla w koronie otoczone tytulaturą,
rewers: herb Elbląga otoczony napisem, pod herbem litery C-S.

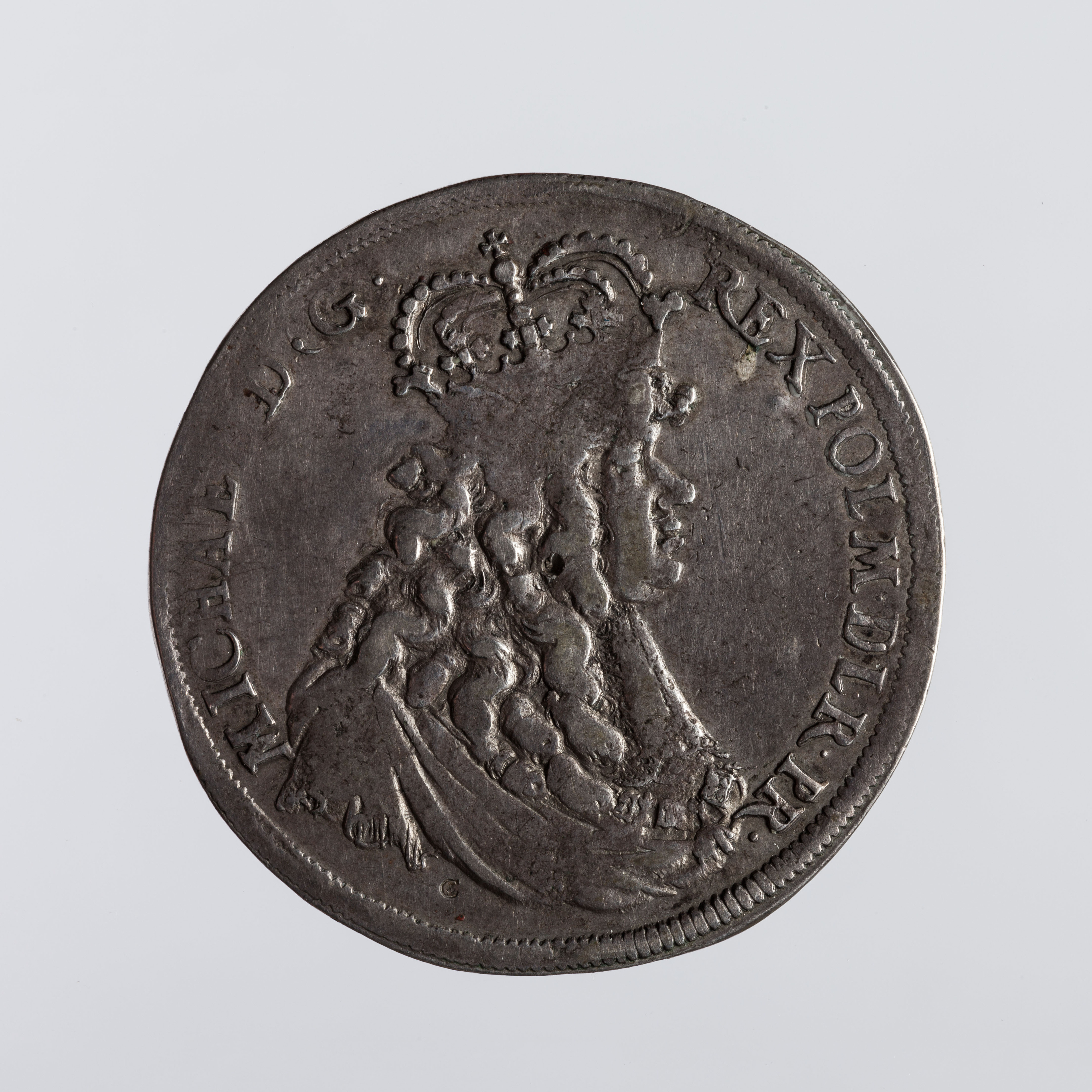
awers
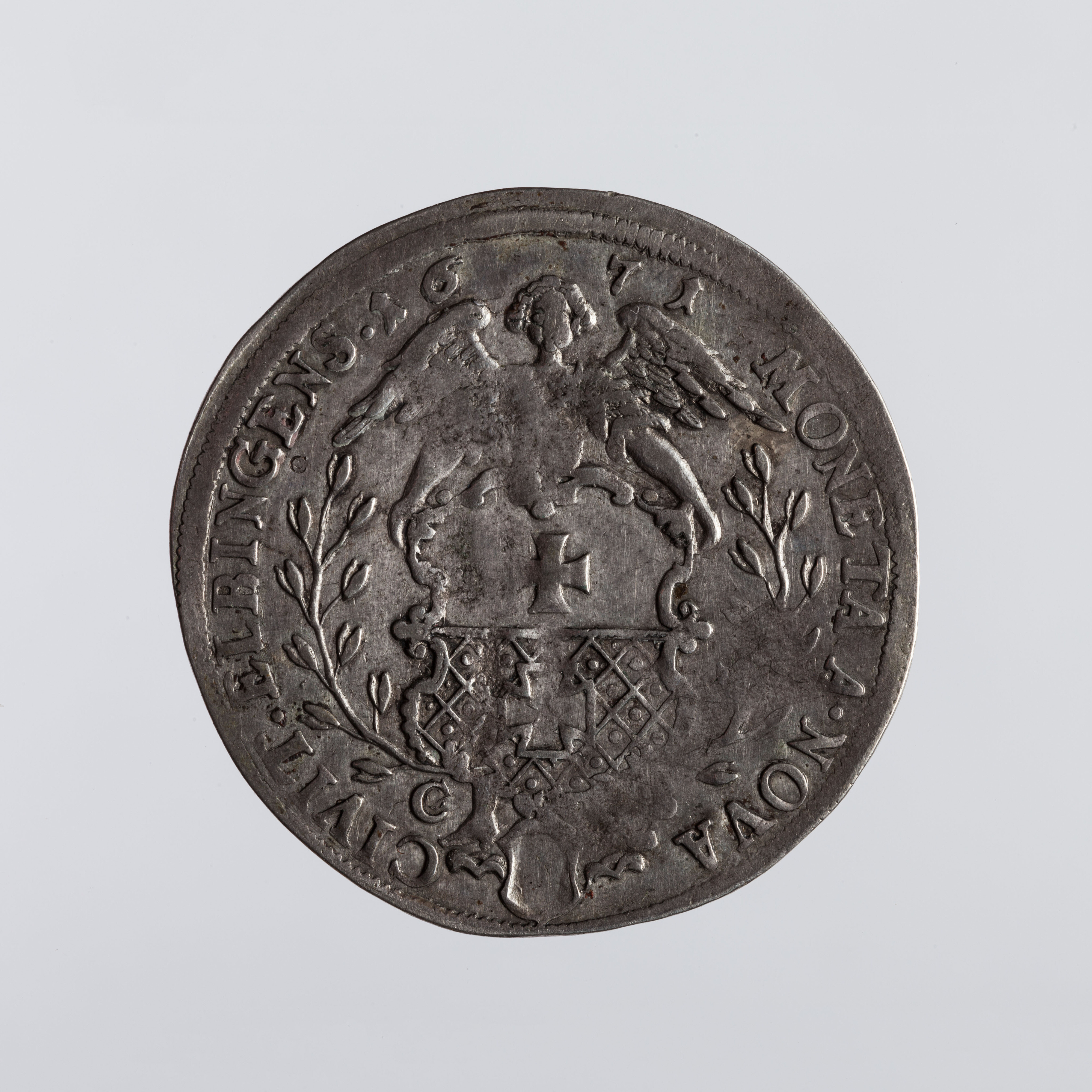
rewers

Istnieją falsyfikaty Józefa Majnerta.

### Złotówka koronna

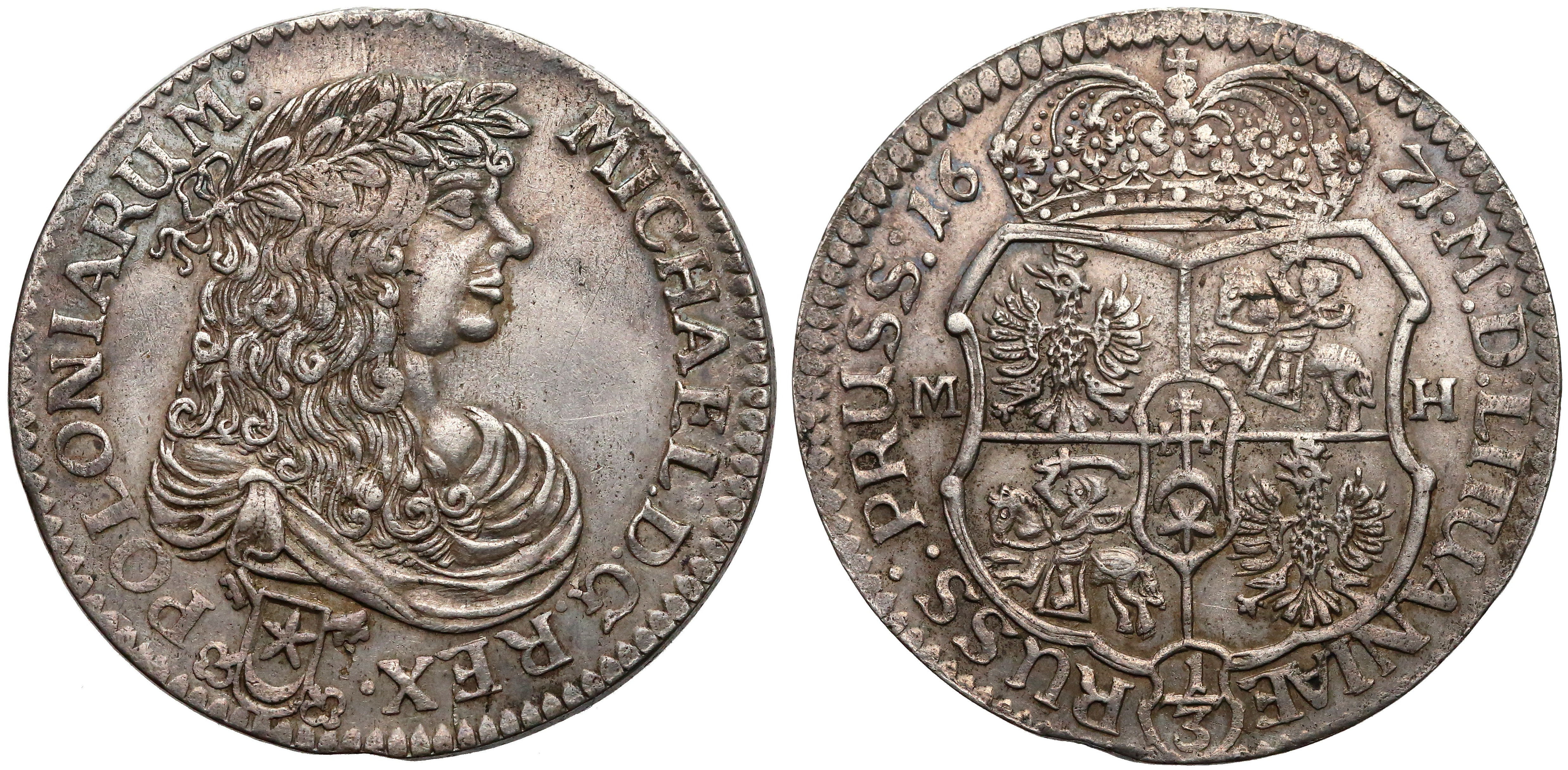

Złotówka, czyli ⅓ talara, była monetą próbną.
- złotówka koronna, 1671, R7

awers: popiersie króla w wieńcu laurowym otoczone tytulaturą,
rewers: tarcza wygięta, czteropolowa, ukoronowana, na której orły i pogonie, a w środku herb Wiśniowieckich, po bokach tarczy rozdzielone litery M.H., u dołu tarcza z nominałem ⅓, całość otoczona napisem (istnieją odmiany z ornamentem nad tarczą i herbem Leliwa).

### Szelągi

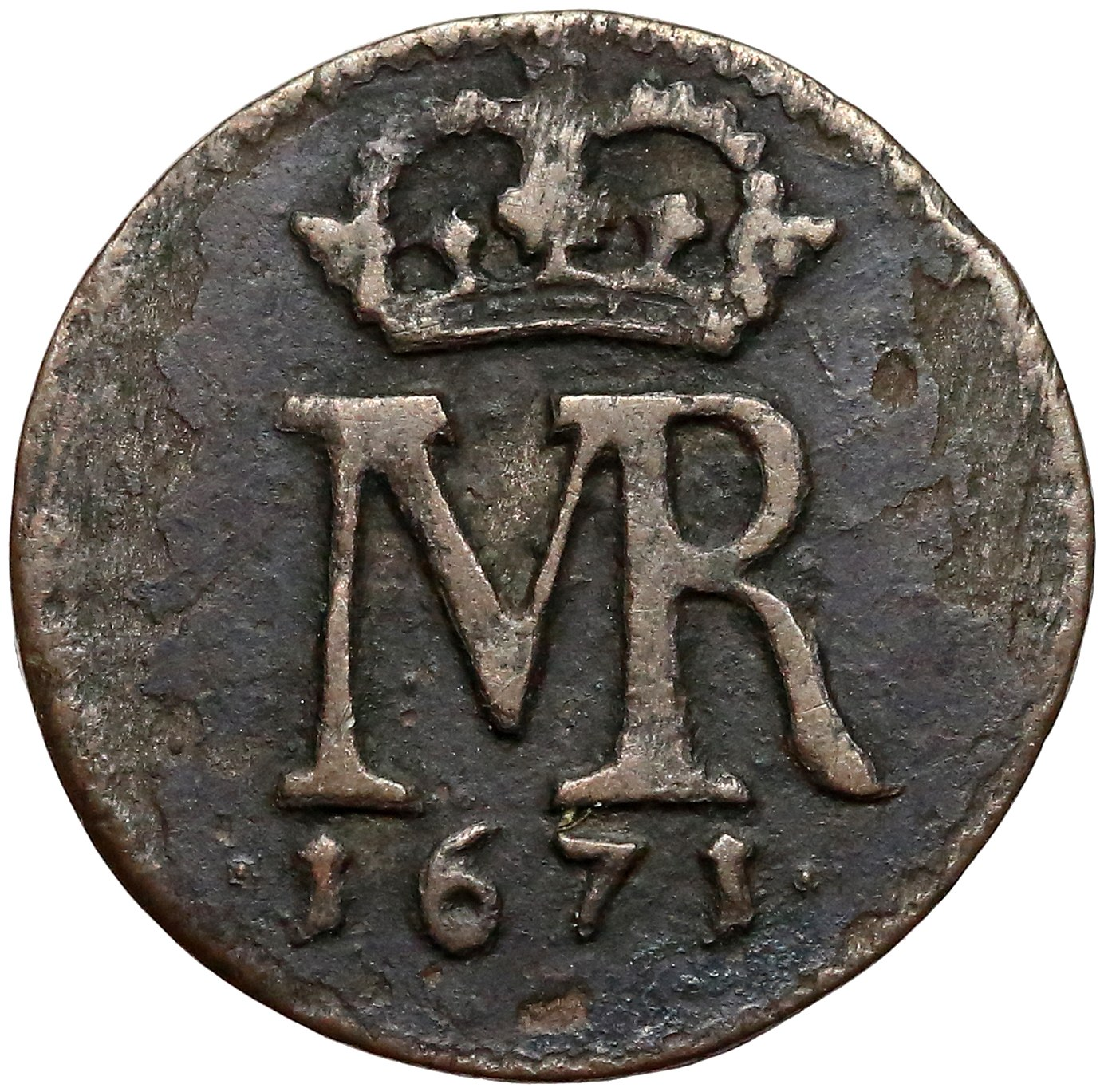
awers
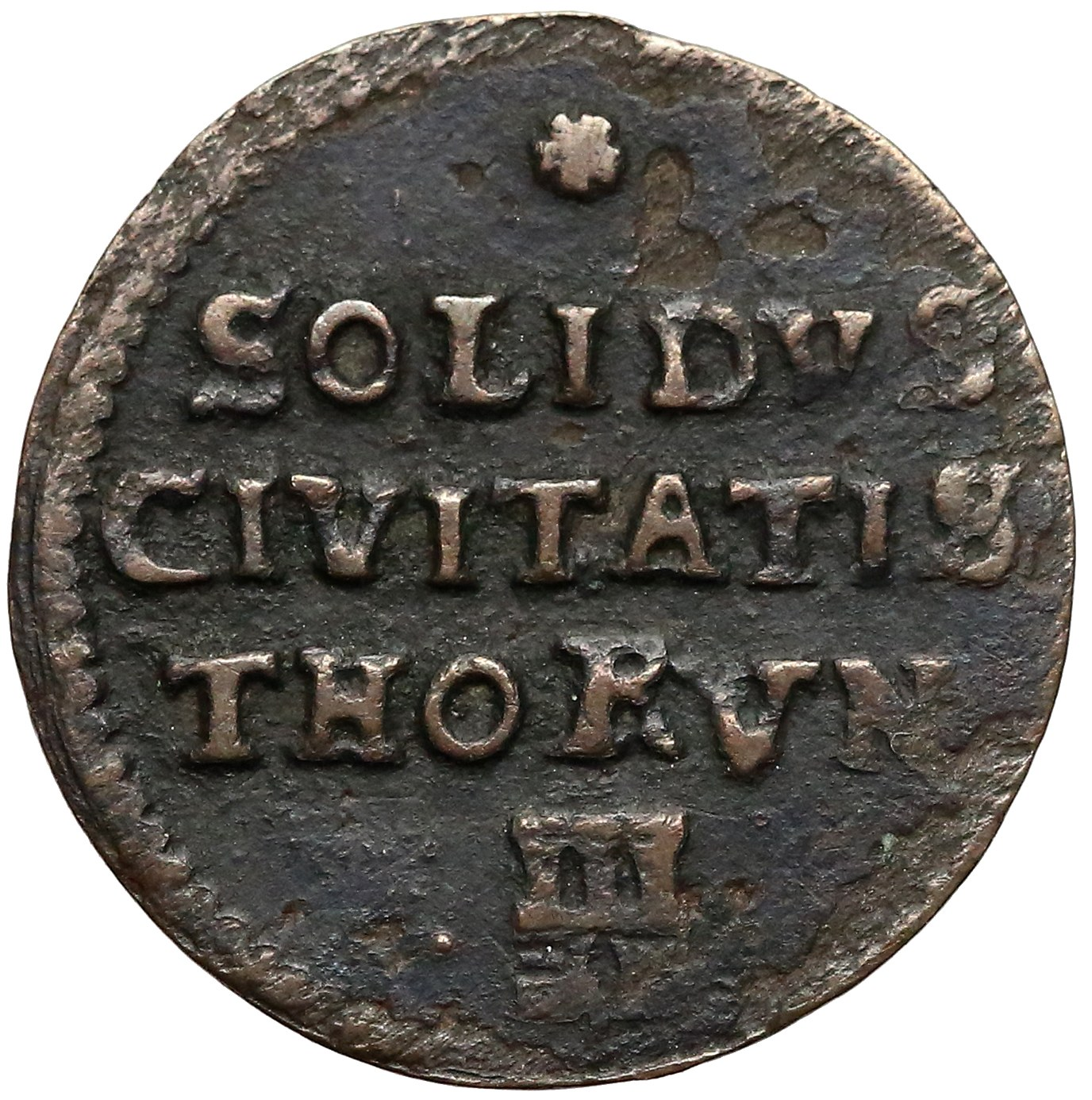
rewers

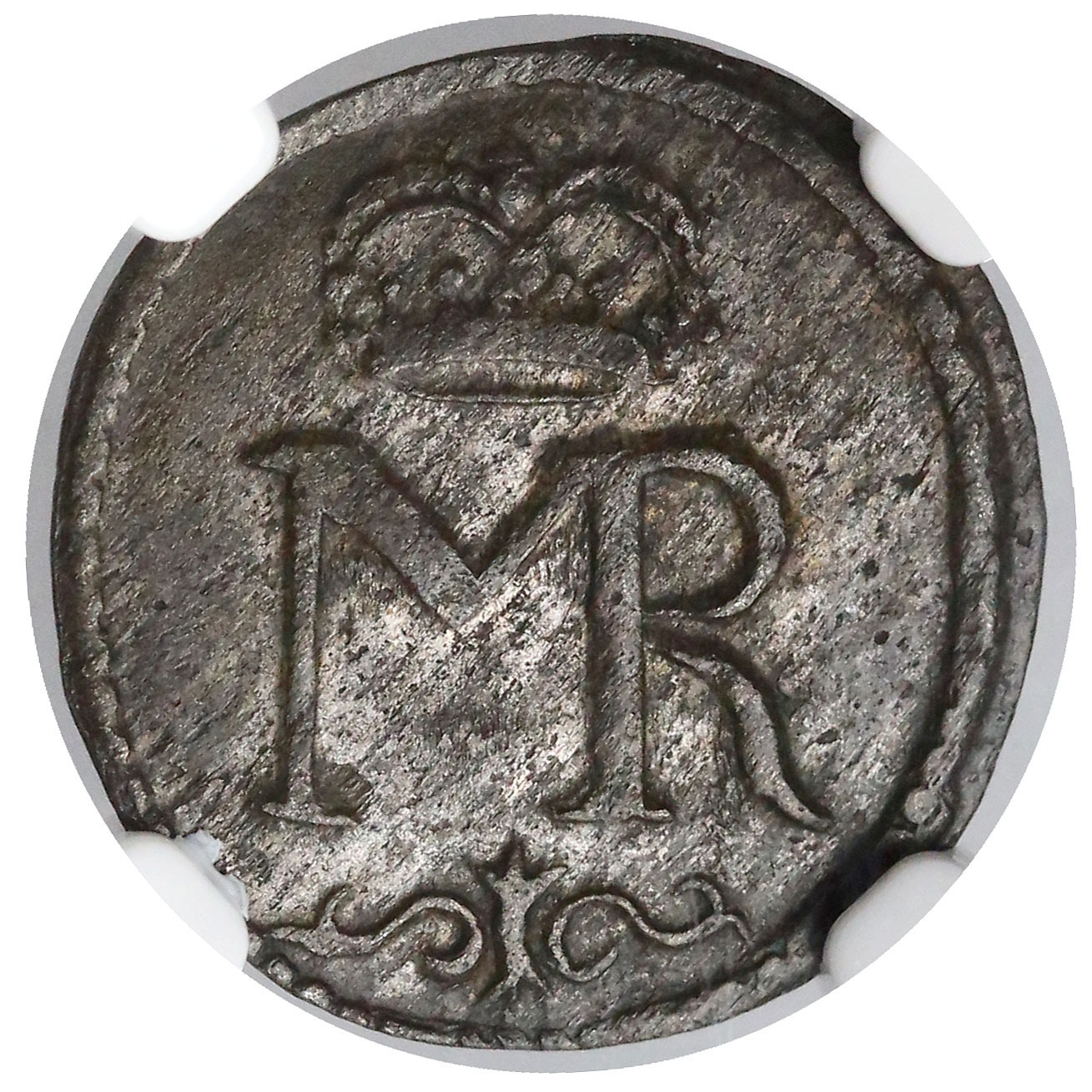
awers
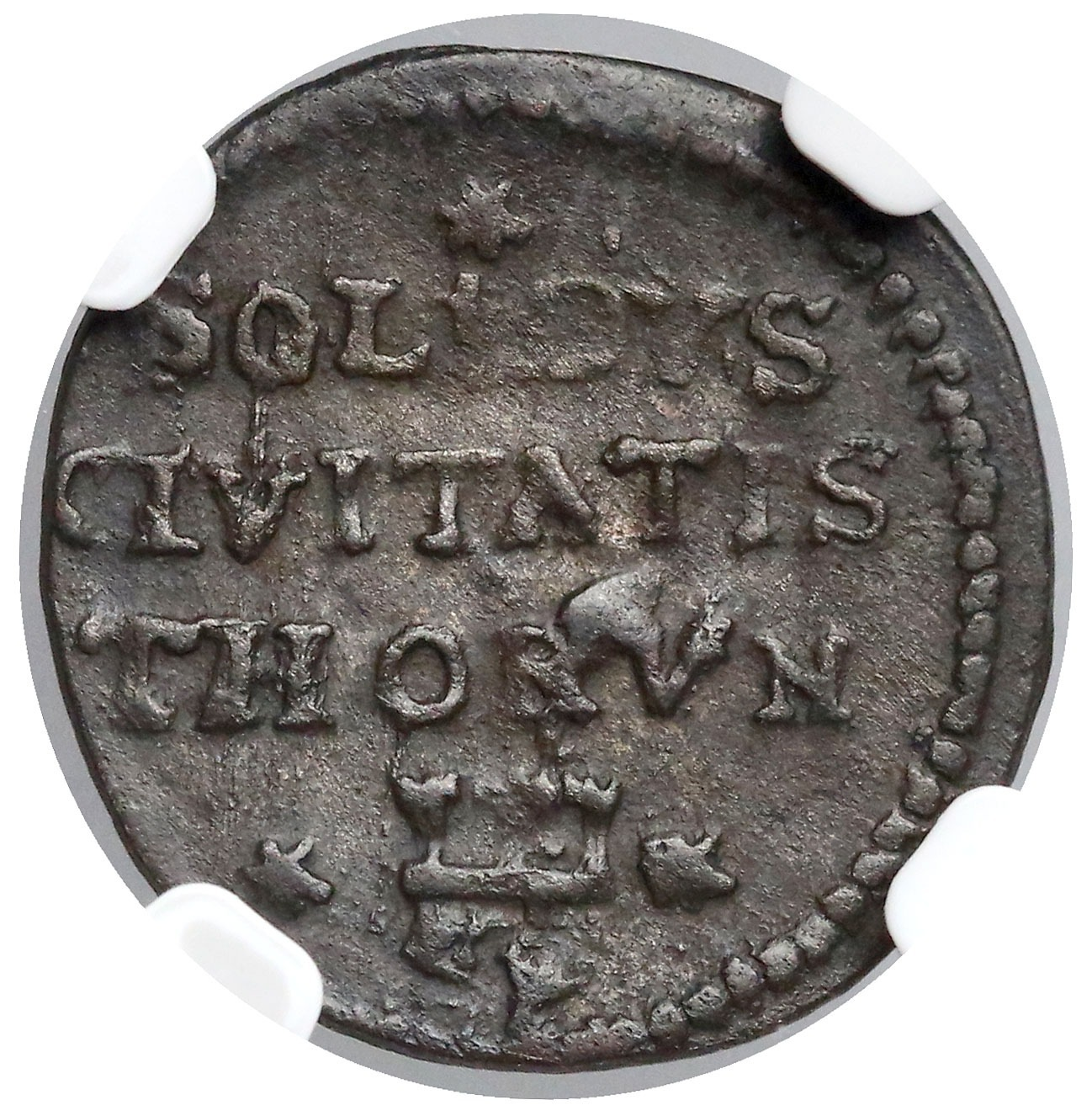
rewers

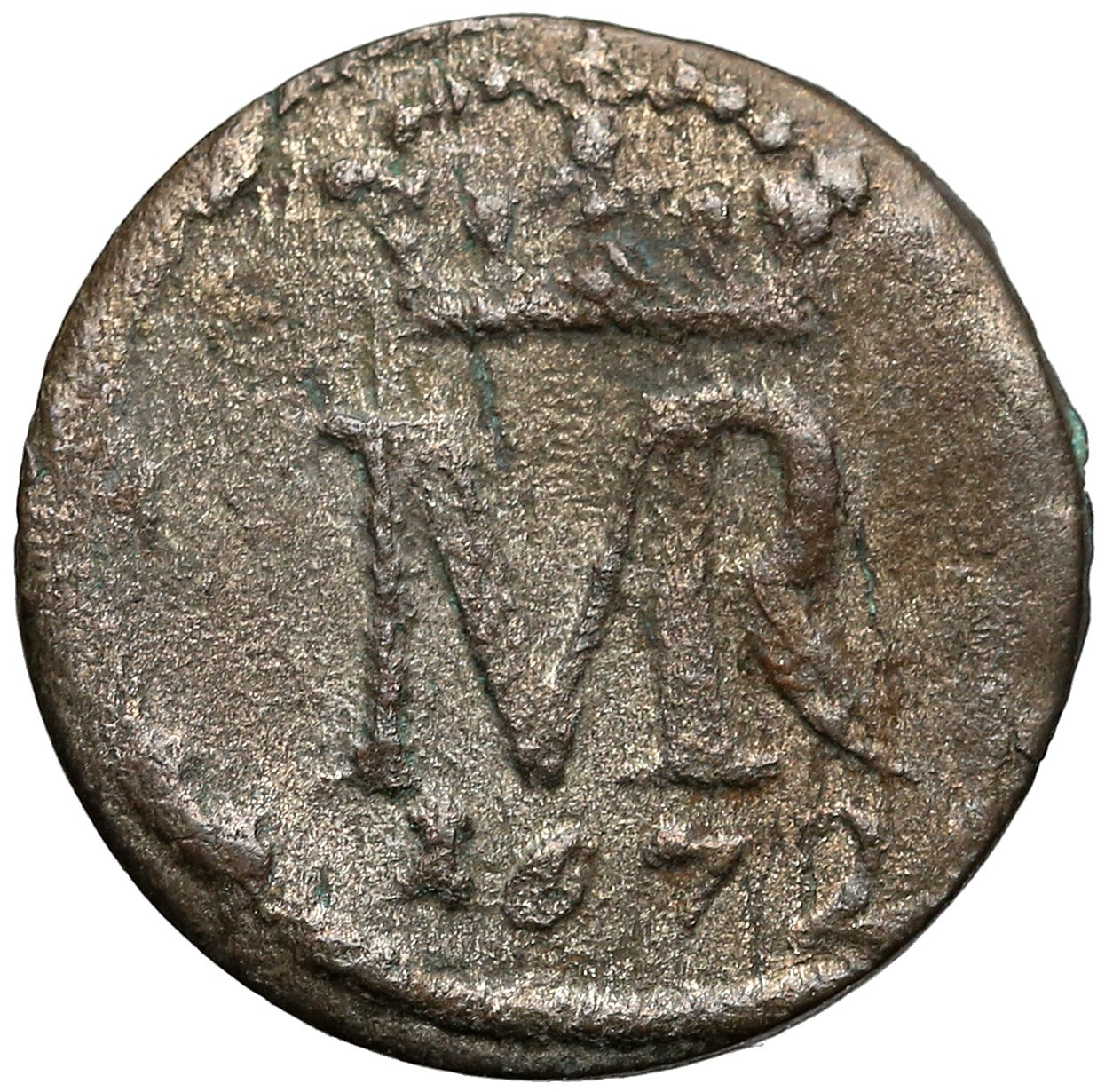
awers
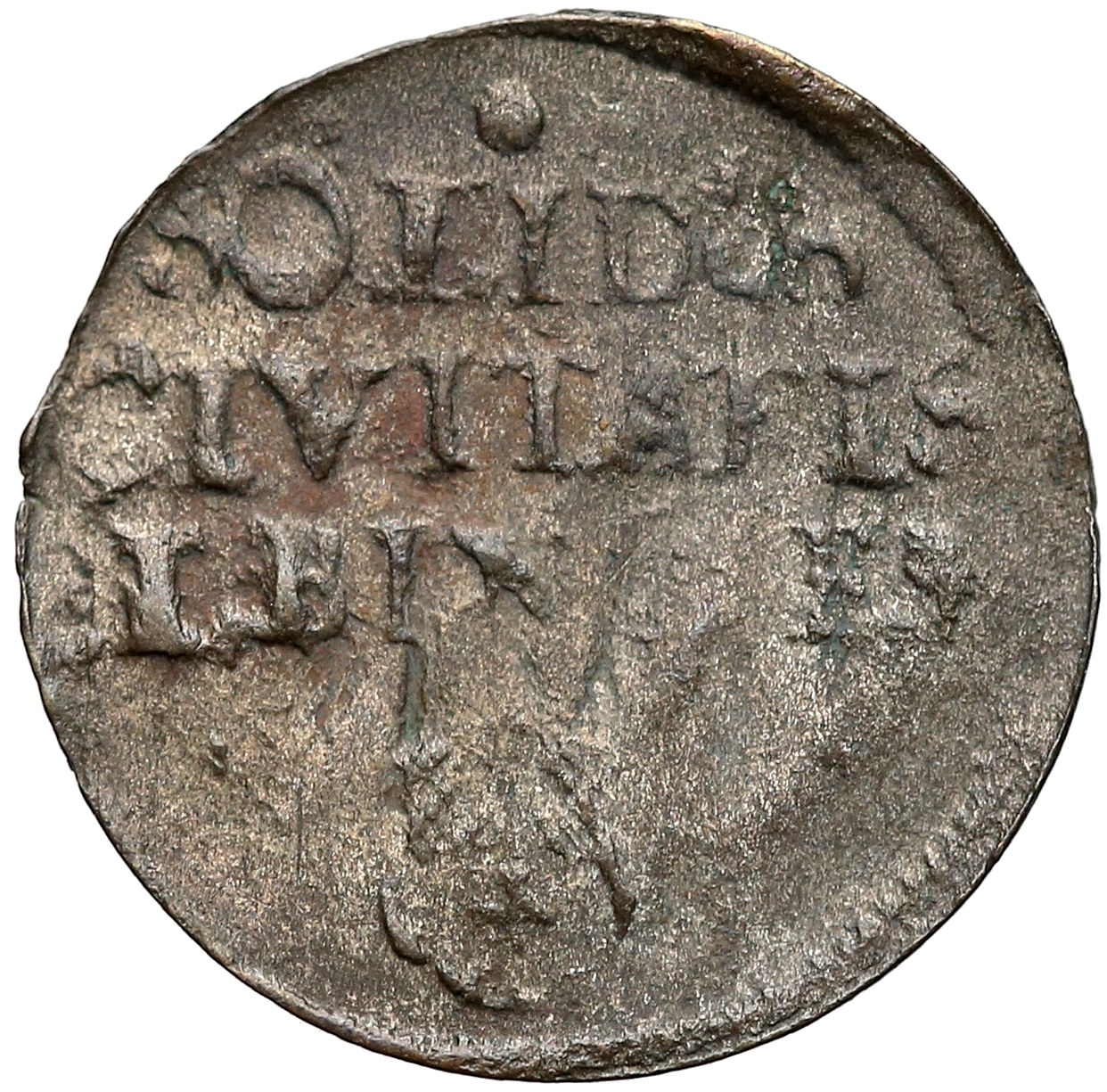
rewers

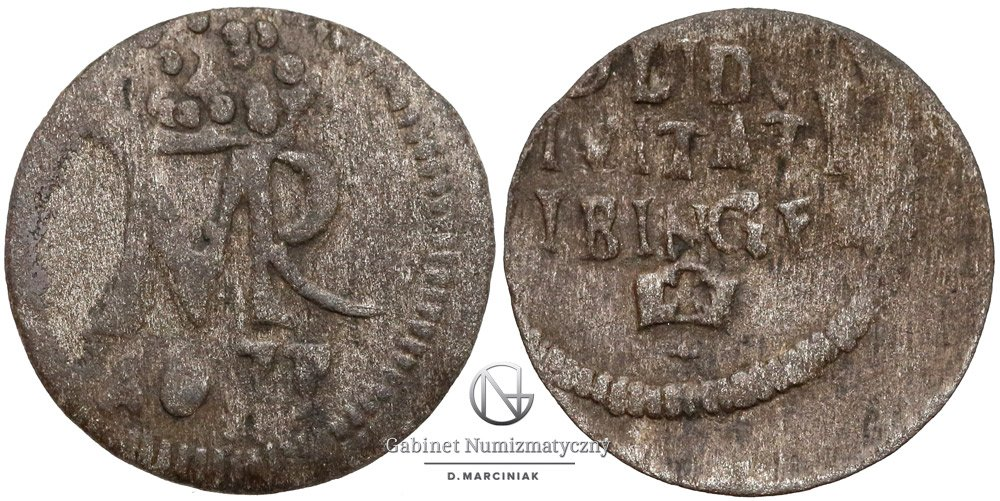

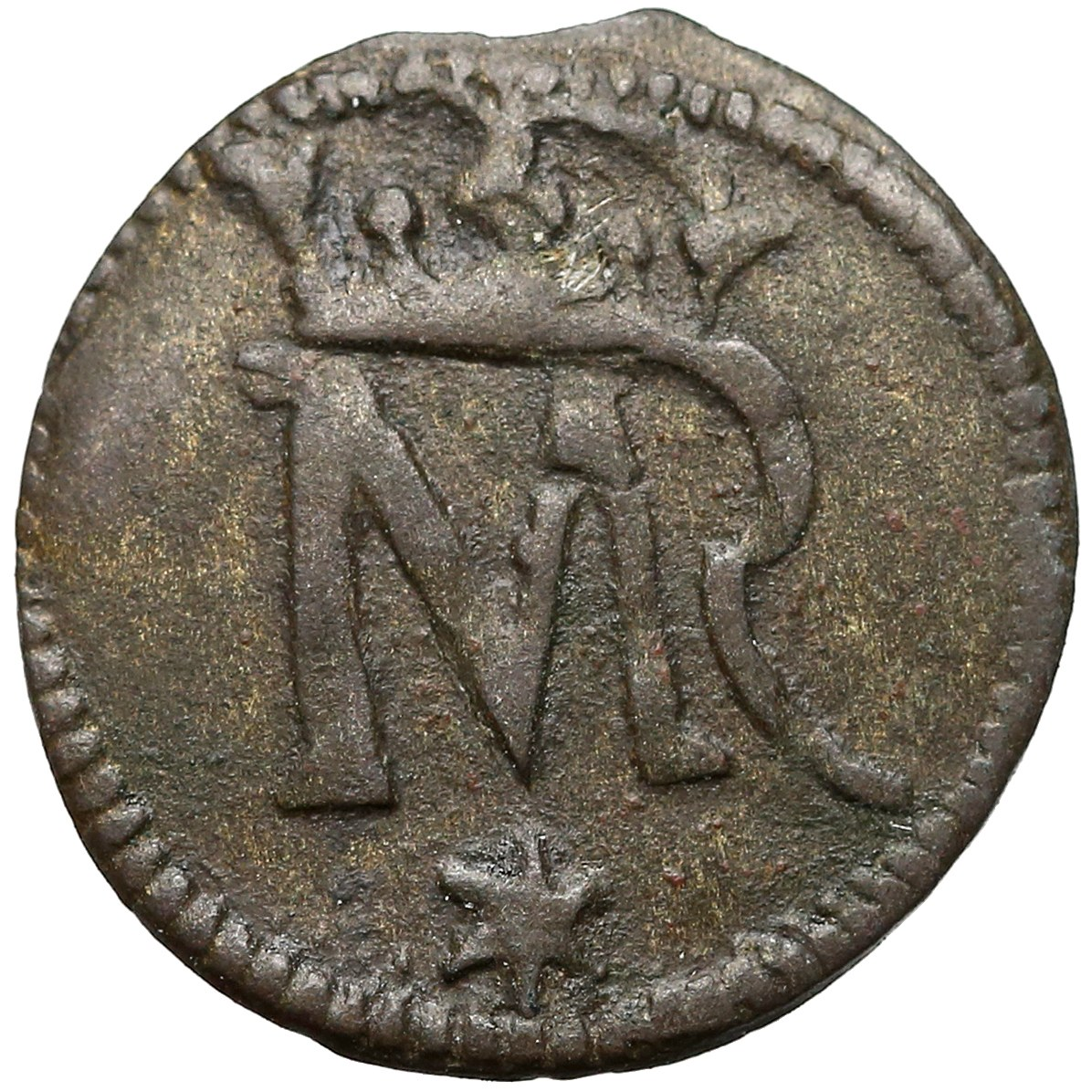
awers
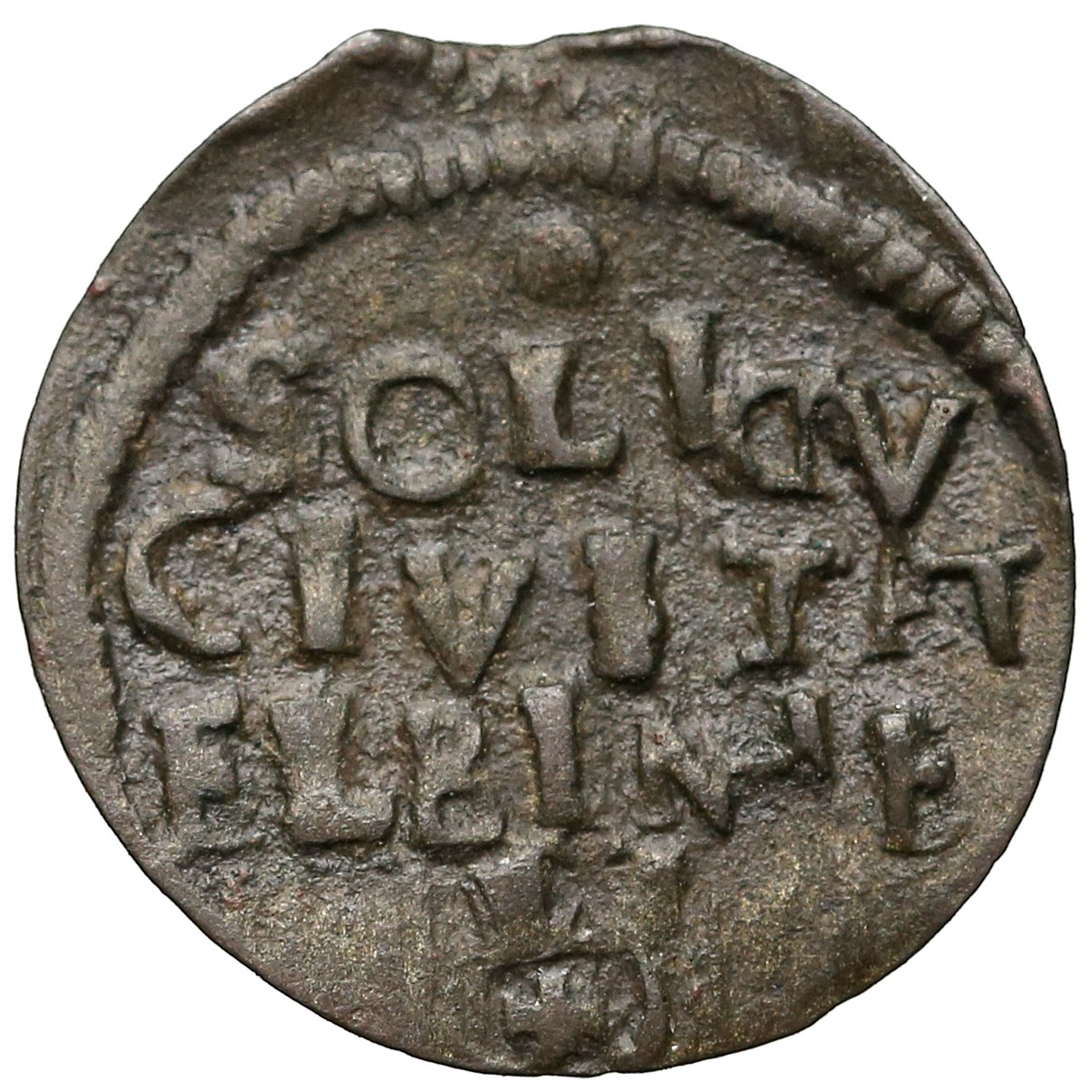
rewers

- szeląg gdański, 1670, R2

awers: monogram ukoronowany, składający się z liter MR, oznaczających: Michael Rex, a pod nim rok 1670,
rewers: pod rozetą napis w trzech wierszach: SOLIDUS / CIVITA•TIS / GEDANEN(sis), a pod nim herb Gdańska.

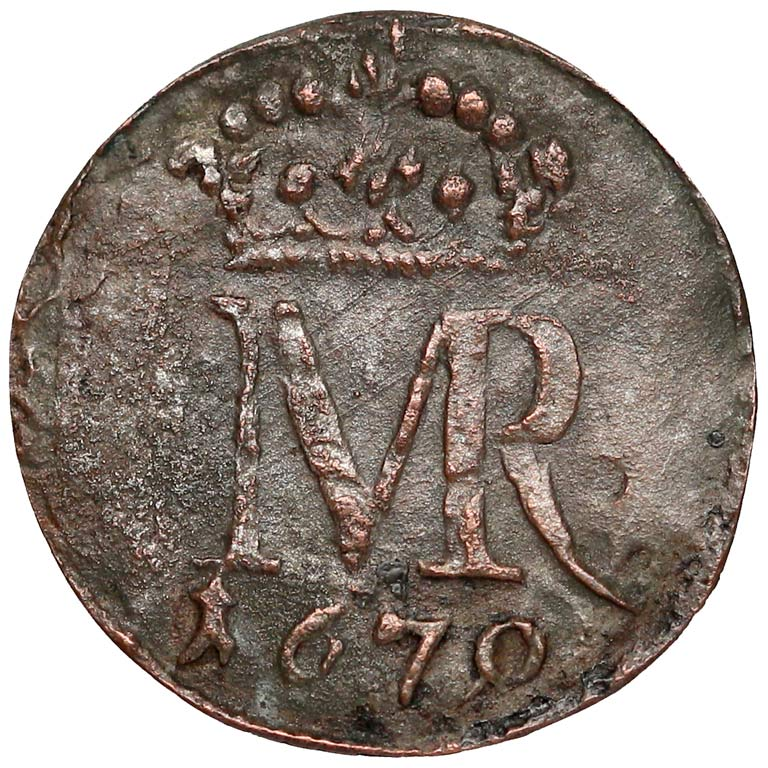
awers
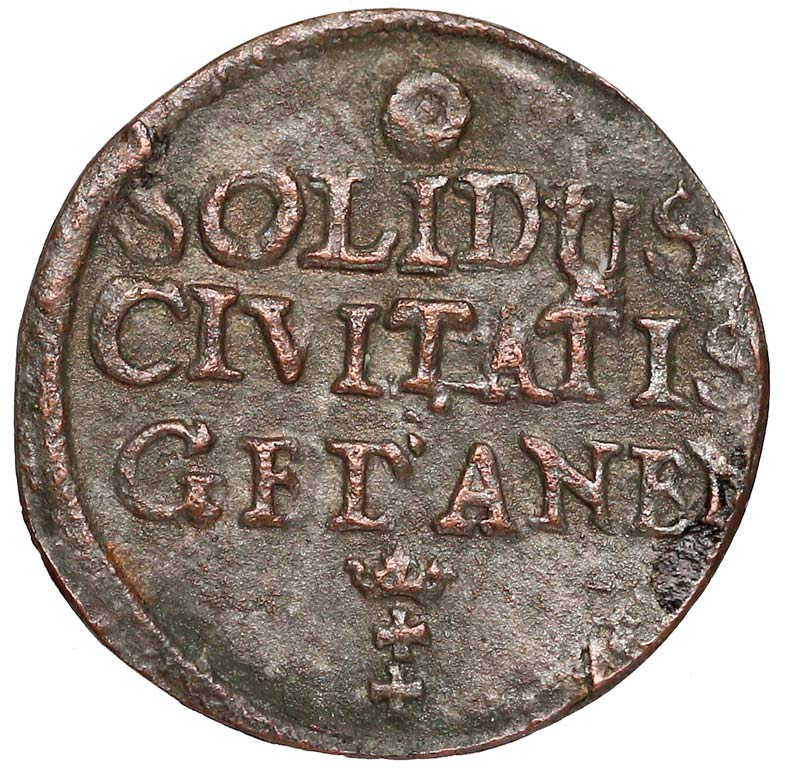
rewers

- szeląg toruński, 1671, R2

awers: monogram ukoronowany, składający się z liter MR, oznaczających: Michael Rex, a pod nim rok 1671,
rewers: pod rozetą napis w trzech wierszach: SOLID9 / CIVITATIS / THORVN•(ensis), a pod nim herb Torunia.
- awers
- rewers

- szeląg toruński, niedatowany, R2

awers: monogram ukoronowany, składający się z liter MR, oznaczających: Michael Rex, lecz w miejscu liczby roku jest tylko flores,
rewers: pod rozetą napis w trzech wierszach: SOLIDVS / CIVITATIS / THORUN(ensis), a pod nim herb Torunia.
- awers
- rewers

- szeląg elbląski, 1671, R3

awers: monogram ukoronowane, złożone z liter MR, oznaczających: Michael Rex, a pod nim rok 1671,
rewers: pod rozetą napis w trzech wierszach: SOLIDUS / CIVITATI(s) / ELBINGE(n), a pod nim mała tarcza Elbląga.
- szeląg elbląski, 1672, R3

awers: monogram ukoronowane, złożone z liter MR, oznaczających: Michael Rex, a pod nim rok 1672,
rewers: pod rozetą napis w trzech wierszach: SOLIDUS / CIVITATIS / ELBINGEN(n), a pod nim mała tarcza Elbląga.
- awers
- rewers

- szeląg elbląski, 1673, R3

awers: monogram ukoronowane, złożone z liter MR, oznaczających: Michael Rex, a pod nim rok 1673,
rewers: pod rozetą napis w trzech wierszach: SOLIDV / CIVITATIS / ELBINGEN, a pod nim mała tarcza Elbląga (istnieją odmiany bez rozety, z odwróconym herbem Elbląga i napisem SOLIDUS zamiast SOLIDV – R4).
- szeląg elbląski, niedatowany, R2

awers: monogram ukoronowane, złożone z liter MR, oznaczających: Michael Rex,
rewers: pod rozetą napis w trzech wierszach: SOLIDVS / CIVITAT(is) / ELBINGE(n), a pod nim mała tarcza Elbląga (istnieją odmiany z napisem SOLID zamiast SOLIDVS).
- awers
- rewers

### Fałszerstwa
Monety Michała Korybuta były w XIX w. przedmiotem wielu fałszerstw na szkodę kolekcjonerów. Dotyczy to przede wszystkim wspomnianych wyrobów Józefa Majnerta. Ponadto fałszowany był dukat koronny – fałszerstwo to przypisywane jest Fajnowi.

Fałszerstwo Majnerta półtalara elbląskiego (1671)
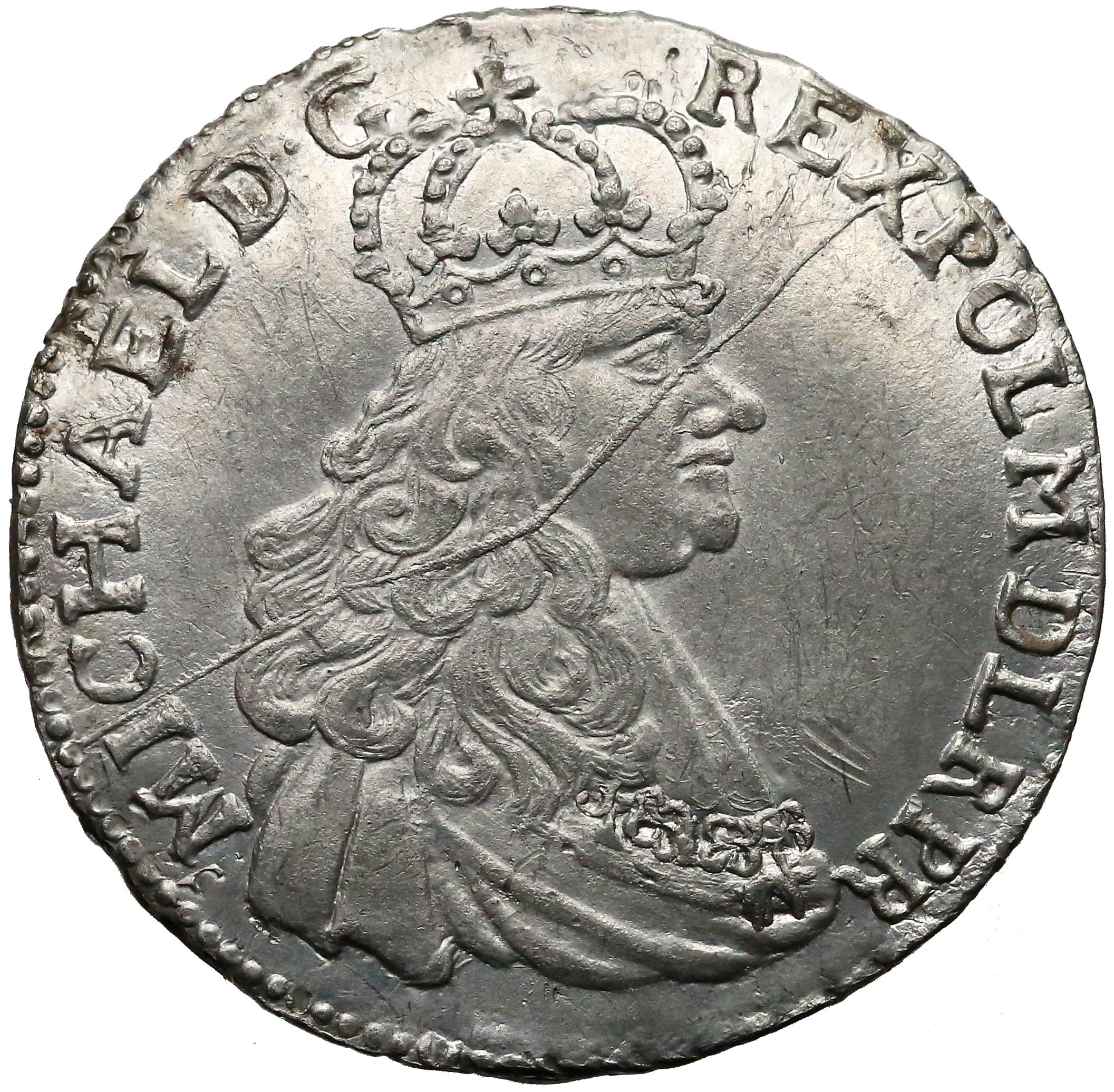
awers
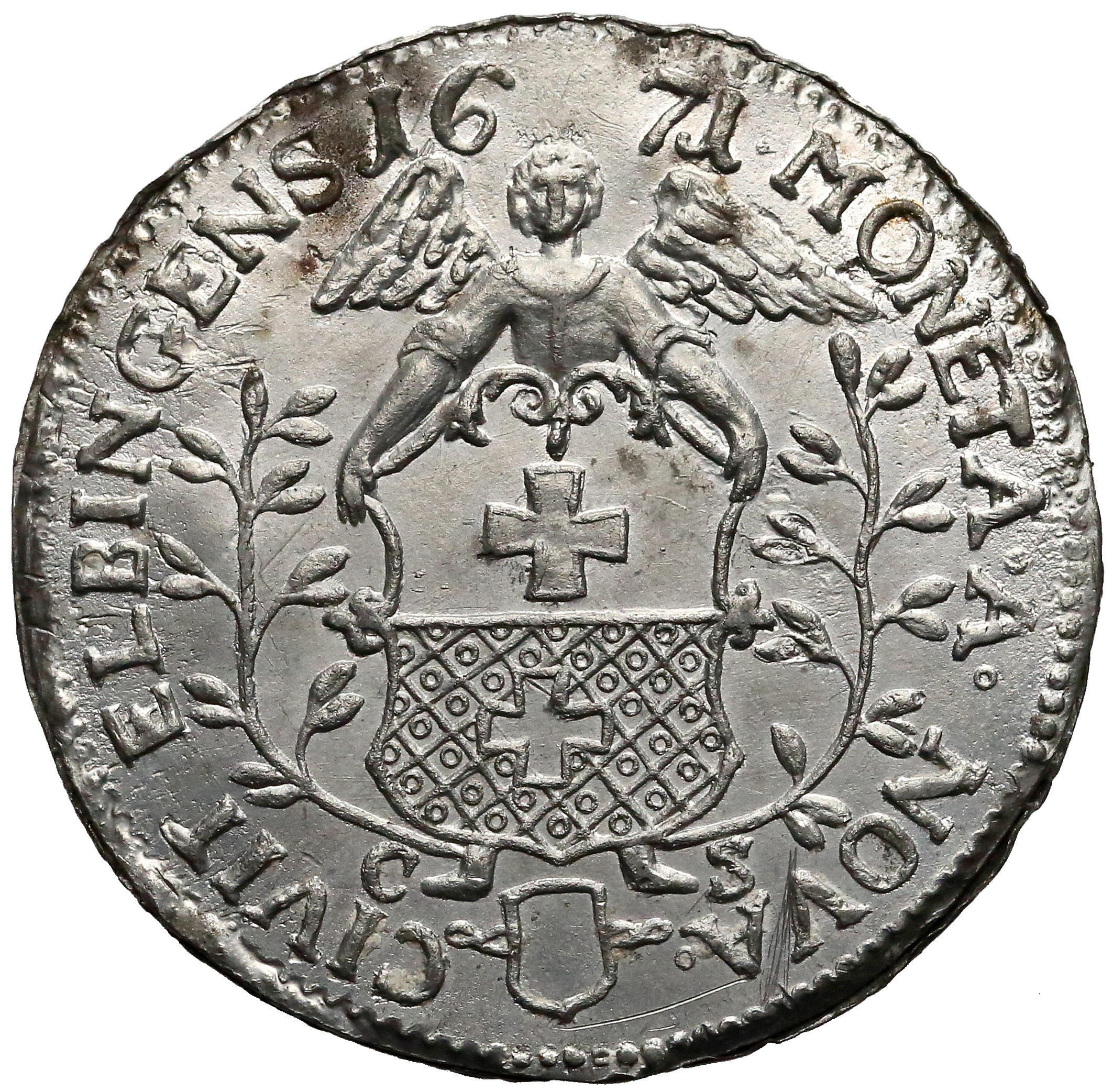
rewers